# Escola do Rio Hudson

Albert Bierstadt: Entre as montanhas da Sierra Nevada

A Escola do Rio Hudson foi um movimento artístico norte-americano ativo entre aproximadamente 1825 e 1880, formado por um grupo de pintores paisagistas baseados em Nova Iorque, cuja visão estética representou uma síntese entre os princípios do Romantismo e do Realismo. O grupo não era formalizado mas se uniu num espírito de fraternidade; alguns excursionavam juntos para o interior, pertenciam aos mesmos clubes e trabalhavam num mesmo prédio localizado na área hoje conhecida como Greenwich Village. O ponto inicial de interesse para suas obras foi a região do rio Hudson e as montanhas circundantes, donde o nome da escola, mas em meados do século seus integrantes ampliaram seus horizontes para retratar o oeste dos Estados Unidos e, alguns deles, até mesmo regiões distantes como o Ártico, a Europa, o Oriente e a América do Sul.
As primeiras referências ao nome da escola aparecem somente na década de 1870, embora não se saiba exatamente quem o cunhou e, nesse momento, quando o prestígio do grupo começava a declinar, tinha um sentido pejorativo. Seus pintores refletem basicamente três impulsos importantes dos Estados Unidos do século XIX: descobrimento, exploração e conquista, dentro de uma óptica bucólica e pastoril, onde os seres humanos e a natureza coexistem pacificamente, e com um tratamento detalhista e por vezes idealizado. De forma geral seus artistas acreditavam que a natureza era a inefável manifestação de Deus, embora os pintores variassem na profundidade de suas convicções religiosas. Foram inspirados pelas filosofias do Sublime e do Transcendentalismo, pela obra de  artistas europeus como Salvator Rosa, John Constable, William Turner e especialmente Claude Lorrain, e compartilhavam a reverência às belezas naturais da América com os escritores norte-americanos contemporâneos, como Henry David Thoreau e Ralph Waldo Emerson.
A Escola do Rio Hudson representou um ponto alto no longo processo de reconhecimento do território norte-americano e de construção da sua imagem, que havia iniciado nos tempos coloniais com o trabalho de exploradores, naturalistas e artistas, nativos e estrangeiros. Também é considerada a mais importante expressão romântica na pintura norte-americana, a primeira escola de pintura genuinamente nacional  e o movimento artístico mais notável dos Estados Unidos oitocentista.

## Antecedentes

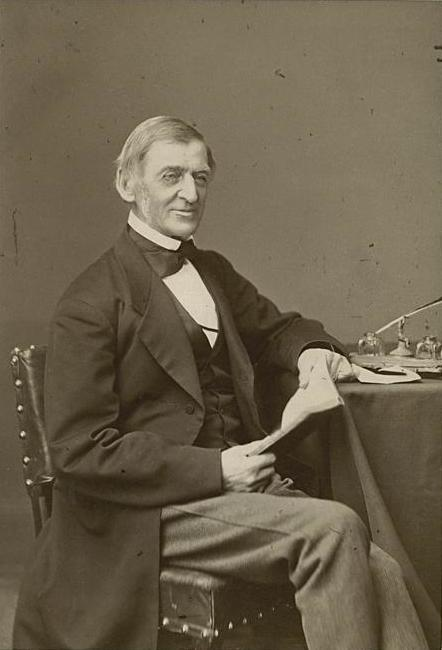
Ralph Waldo Emerson

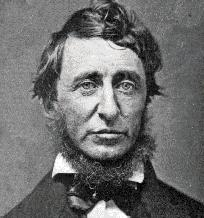
Henry David Thoreau

Na virada do século XVIII para o XIX estava entre os interesses centrais dos pintores românticos europeus a representação do transcendente na natureza, acompanhando a evolução do pensamento filosófico da época. Rousseau falava de um retorno a um mundo primitivo intocado pelo progresso, Burke, Kant e Diderot elaboravam a teoria do Sublime, poetas como Blake, Byron e Shelley rejeitavam o racionalismo e a ordem da civilização dizendo que a natureza, mais o poder curativo da imaginação, poderiam levar as pessoas a uma transcendência de seu cotidiano, e que a criatividade poderia ser usada para transformar o mundo e regenerar sua espiritualidade. No contexto norte-americano, Audubon, Wordsworth e Thoreau, enquanto decantavam a divina majestade do cenário nacional, estavam cientes das transformações sociais e econômicas do período e temiam pela degradação do ambiente natural em função do aceleramento do processo colonizador do oeste. Thoreau era inspirado nas ideias de Goethe e de outros poetas europeus, e na filosofia de Kant filtrada pelo inglês Coleridge, reagindo contra os princípios racionalistas e antirreligiosos da elite comercial da costa leste, a principal incentivadora da expansão para o interior, e também contra o ascetismo Puritano, que via o mundo como essencialmente mau. Ele colocava a natureza como a imagem de verdades espirituais e ideais, e como a fonte primeira da inspiração, e por isso era digna de ser preservada. Já Emerson não via incompatibilidade entre a comunhão mística com a natureza e sua exploração pelo homem, entendendo que ela era a base do conforto humano. Seu elogio do progresso contribuiu para a sociedade da época sobrepujar quaisquer preocupações acerca da destruição da paisagem ao longo desse processo desenvolvimentista, embora tenha fomentado significativamente o interesse pela sua representação na arte. Esse corpo de ideias, conhecido como Transcendentalismo, influenciou grande número de escritores, poetas, políticos e artistas na primeira metade do século XIX, levando à concepção de que "a América era uma nação da Natureza", cuja beleza, ao contrário do ambiente exaustivamente explorado, alterado e civilizado da Europa, estava em sua condição selvagem, fonte de orgulho nacionalista, e o trabalho da colonização não raro era comparado aos feitos dos heróis clássicos.
No campo iconográfico, segundo Tim Barringer, desde a independência a história dos Estados Unidos seguia um projeto consciente de construção de imagem e identidade nacional. O sucesso no desligamento da Inglaterra, a feliz instituição do sistema democrático e a força do desenvolvimento econômico na sequência desses eventos alimentavam o cultivo de uma doutrina de excepcionalidade para a caracterização da nação, uma doutrina que procurava afirmar também a unidade nacional a despeito de evidentes contradições internas - mormente no que dizia respeito à questão escravocrata. Nesse contexto, a narrativa oficial da história dos Estados Unidos alcançava o status de um épico, consumado na noção do Destino Manifesto, e parte fundamental nessa narrativa era sua materialização através de símbolos visíveis, onde se solicitava o concurso dos artistas. Como dizia Henry Tuckerman em 1867,

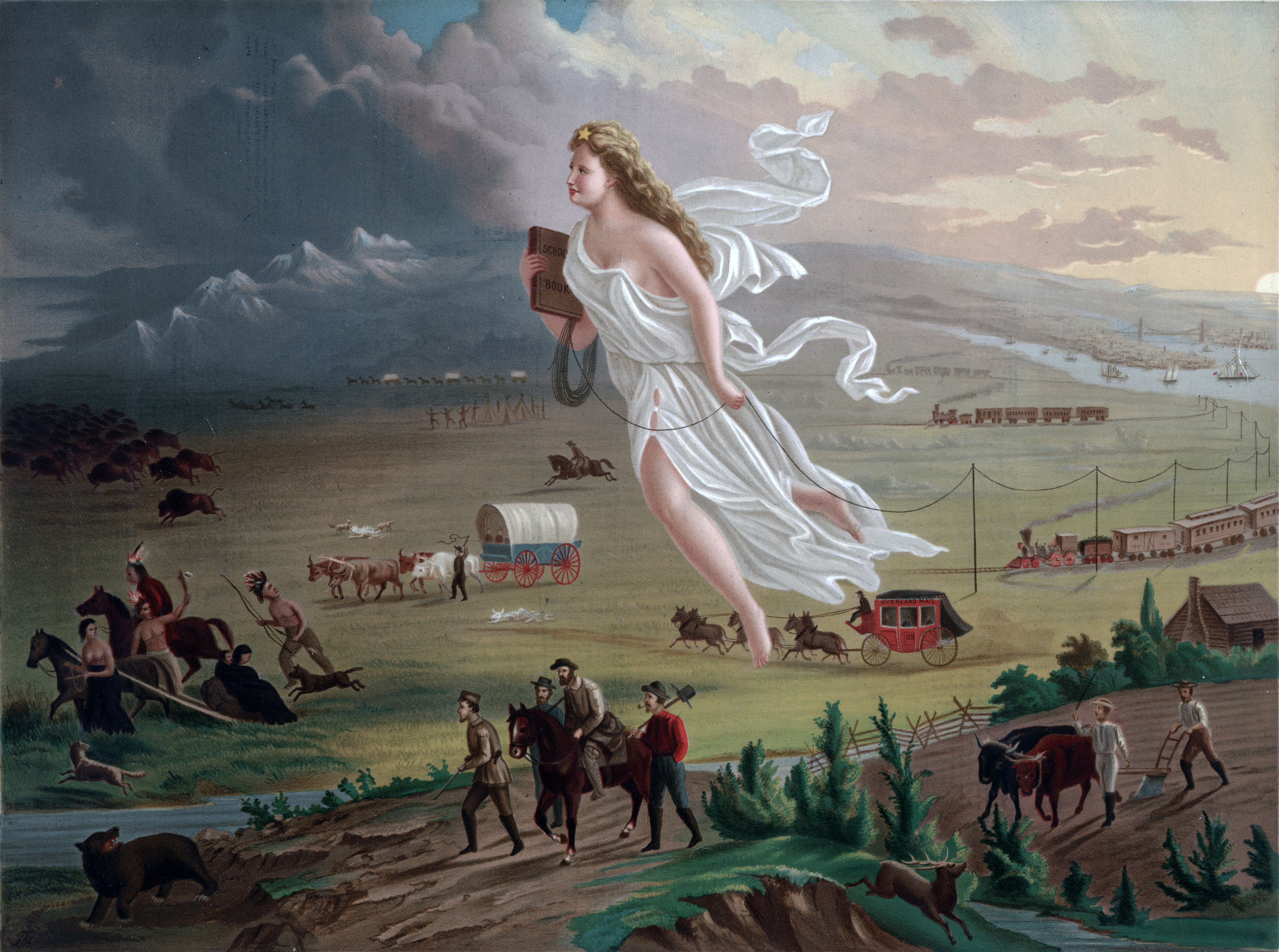
John Gast: Progresso Americano, uma alegoria do Destino Manifesto

"Nossa atmosfera de Liberdade, de atividade material, de jovialidade e prosperidade, devem animar o artista viril. Aqui ele tem um terreno privilegiado, como não o têm os do Velho Mundo, e a partir disso ele deve trabalhar confiadamente… Convenções acadêmicas, mecenato bitolado, a deferência suscitada pelos grandes exemplos, nada subjugue as aspirações do artista, ou façam-no perder a fé em si mesmo, ou entorpeçam seu ideal de excelência… Que o artista Americano voe acima dos problemas nacionais… que use liberalmente todos os recursos que o rodeiam, e que seja fiel a si mesmo - e poderá operar milagres".
Assim, na ausência de um Pártenon, de uma Catedral de Notre Dame ou de uma Basílica de São Pedro, carecendo de dinastias régias e tradições ancestrais de longa memória que definem outras nações, e possuindo apenas uma galeria de heróis recente demais para ter se alçado ao patamar do mito, nos Estados Unidos o emblema mais significativo e reconhecível da pátria era sua própria paisagem, que se exaltava vigorosamente. Daí a pintura de paisagem, que até então, a despeito do esforço dos artistas coloniais, havia conseguido um impacto apenas limitado sobre o grande público, e ainda não podia se comparar com os resultados europeus nem em termos de qualidade técnica nem como um símbolo realmente poderoso de tradição, adquirir uma primazia não encontrada na arte europeia, onde a pintura histórica era o gênero mais prestigiado, passando a natureza largamente virgem do país a ser vista como um espelho ainda mais fiel do mundo imaculado de Rousseau do que o cenário europeu, e sua representação como um auto-retrato da sociedade e um poder civilizador positivo. Além disso, ao contrário da pintura histórica, que exige do público uma base cultural e literária relativamente ampla e consistente para poder ser plenamente apreciada, a pintura de paisagem era uma expressão democrática, acessível a todos, e só requeria a experiência natural que era patrimônio de todo ser humano. Um articulista do The Crayon acrescentava:
"Lembremos que o sujeito da pintura, o objeto ou objetos materiais a partir dos quais ela é construída, são suas partes essenciais. Se não os amamos, não podemos ter sentimentos genuínos pela pintura que os representa. Amamos a Beleza e a Natureza - admiramos os artistas que as representam em suas obras… Um homem para quem a natureza, em suas formas inanimadas, foi um deleite em sua juventude, amará uma paisagem e será mais capaz de sentir os seus méritos do que qualquer artista crescido nas cidades (…) Só serão capazes de ser justos críticos de arte aqueles que primeiro aprenderam a amar as coisas de que trata a Arte".
Paralelamente ao fundo patriótico, se fortalecia a ligação do paisagismo com a filosofia transcendentalista, como sonhava Thoreau ao desejar a substituição da religião norte-americana pelo culto direto do Deus imanente na natureza, e como Emerson pensava ao afirmar que "o pintor deveria saber que a paisagem tem beleza para seus olhos porque expressa um pensamento de bondade". Aliás a sua evidente preocupação com o transcendental levou críticos como Anne Hollander a dizerem que a produção da Escola do Rio Hudson pode ser considerada a verdadeira arte sacra norte-americana, e Barbara Novak, talvez a mais acreditada estudiosa da Escola, a chamá-los de "sacerdotes da igreja natural". Essa generalizada tendência ao encômio entusiástico da natureza e da paisagem introduzia uma nota nova na história da pintura norte-americana, mas não anulava sua antiga inclinação para a descrição realista dos temas, pois o público em geral acreditava que o pintor não precisava ser um imitador servil da natureza, mas também não devia dar muitas asas à suas fantasia pessoal, em busca de se preservar a clareza e palpabilidade dos fatos representados, e para que "a obra de Deus não fosse obscurecida". Desse diálogo entre necessidades e princípios opostos e complementares nasceu a original síntese romântico-realista da Escola do Rio Hudson.

### O mecenato, a literatura e o circuito de arte

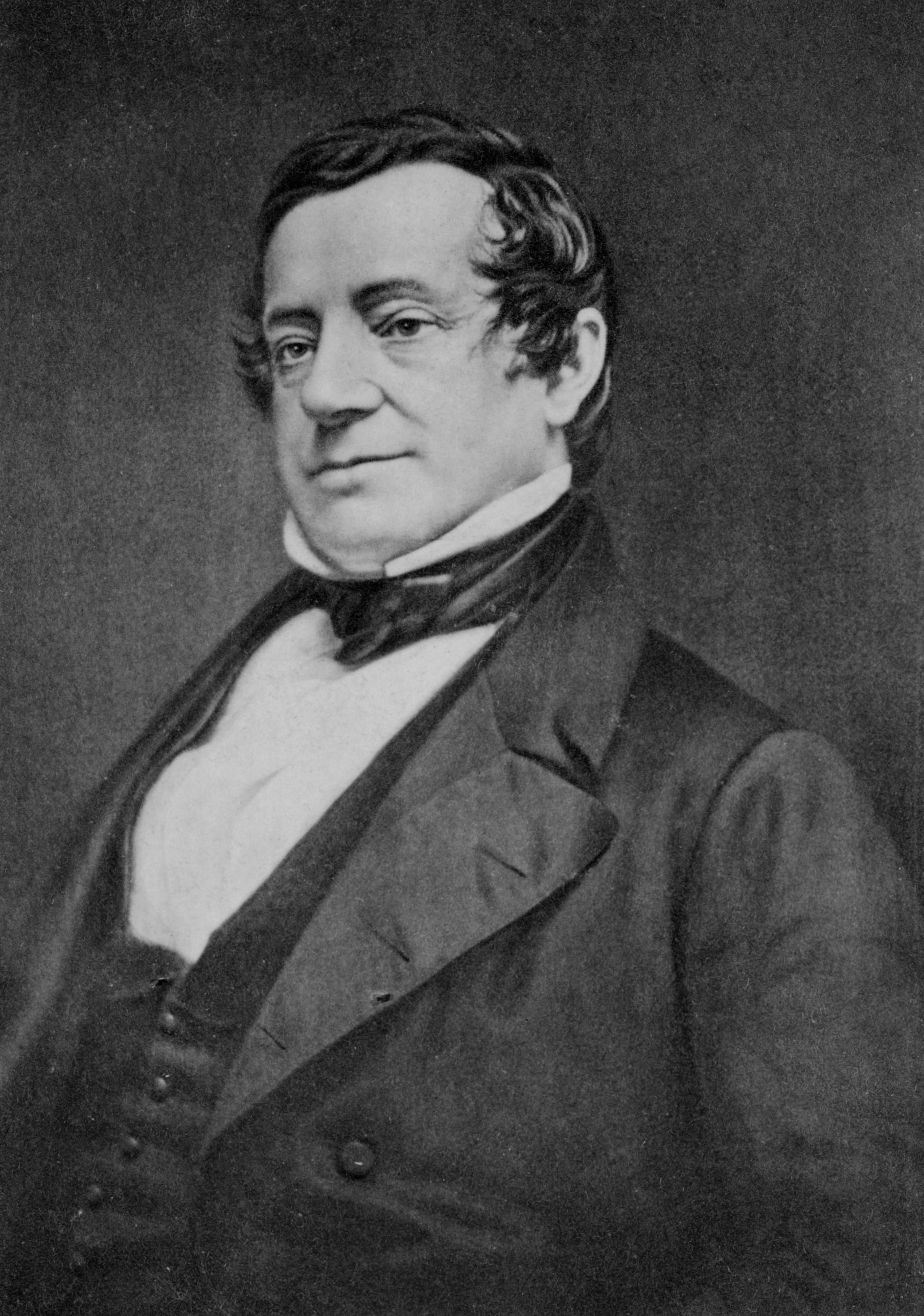
Washington Irving

O imenso sucesso que os artistas da Escola do Rio Hudson não poderia ter acontecido sem a existência de um sistema de arte amadurecido. A abertura do Canal do Erie em 1825 trouxe grande prosperidade à cidade de Nova Iorque, onde eles tinham sua base de operações, e se tornou um requisito da moda que os grandes investidores e comerciantes exibissem sua riqueza competindo entre si num mecenato generoso. Não somente mantinham grandes coleções privadas mas também faziam encomendas especiais para os pintores e subvencionavam seu aperfeiçoamento na Europa. Somente desta forma os principais representantes da Escola puderam estudar com mestres de renome internacional e conquistar uma desenvoltura técnica sem a qual suas ideias não teriam como se materializar.
Parte do seu sucesso também derivou da preparação anterior do gosto geral para a apreciação das paisagens do rio Hudson na pintura pela circulação massiva de uma literatura popular que focava exatamente esse cenário. Produzida por um grupo de escritores que se conheceu como Knickerbocker writers, a partir de um personagem da novela ficcional de Washington Irving sobre a história de Nova Iorque, escrita em 1809, eles tornaram o panorama do rio Hudson, com seu folclore, sua história e seus tipos característicos, e quase duas décadas antes da primeira viagem artística de Thomas Cole para a região, um tópico literário de extraordinário apelo, bastando dizer que os Knickerbocker writers conseguiram uma fama tão vasta na literatura como os paisagistas da Escola do Rio Hudson na pintura.
Ao mesmo tempo em que crescia o mercado, todo o sistema de arte se beneficiava, e seus produtos podiam atingir um público considerável, que se ia educando através do acesso amiudado a exposições importantes. Os registros históricos informam que na década de 1840 o consumo de arte pela população através da visita a exposições já era impressionante, chegando à marca de 250 mil visitantes por ano nos salões da New York Art Union, incluindo crianças e operários das indústrias, numa época em que a população da cidade não alcançava os 500 mil habitantes. Somados todos os fatores conjunturais preparatórios e propiciadores descritos até aqui, não admira então o enorme fascínio que a produção da Escola do Rio Hudson exerceu sobre a população, o entusiasmo com que foi recebida pela crítica e a importância que teve no incentivo da colonização e na consolidação do nacionalismo norte-americano.<

### Precursores

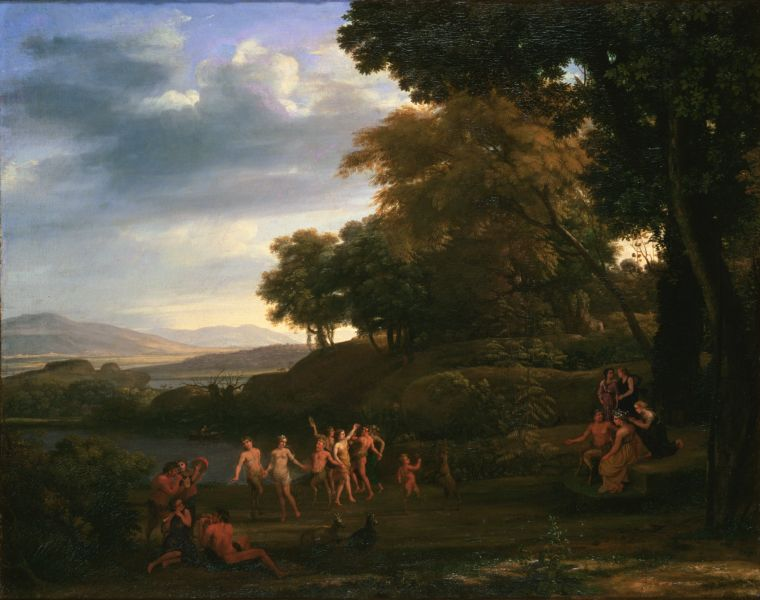
Claude Lorrain: Paisagem com sátiros e ninfas dançando, 1646
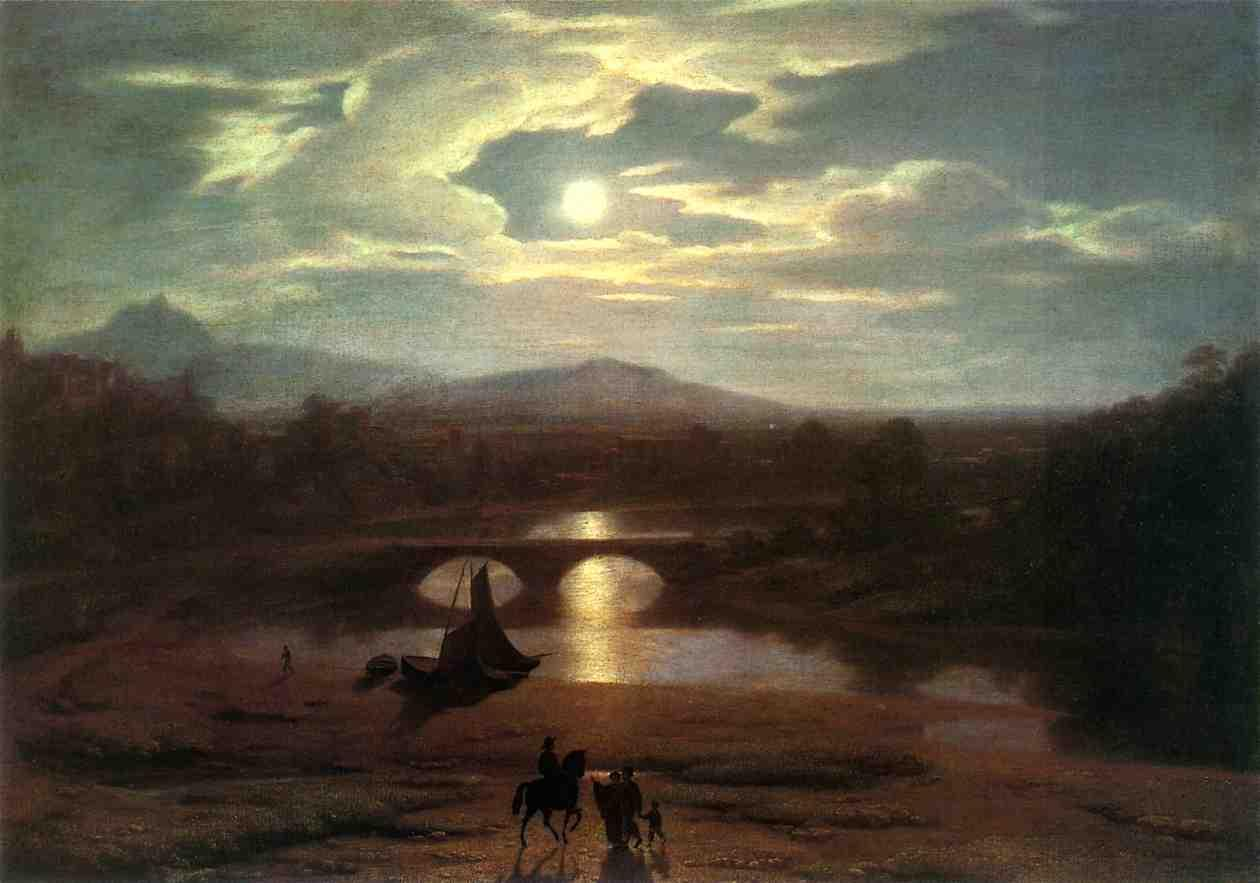
Washington Allston: Paisagem enluarada, 1809
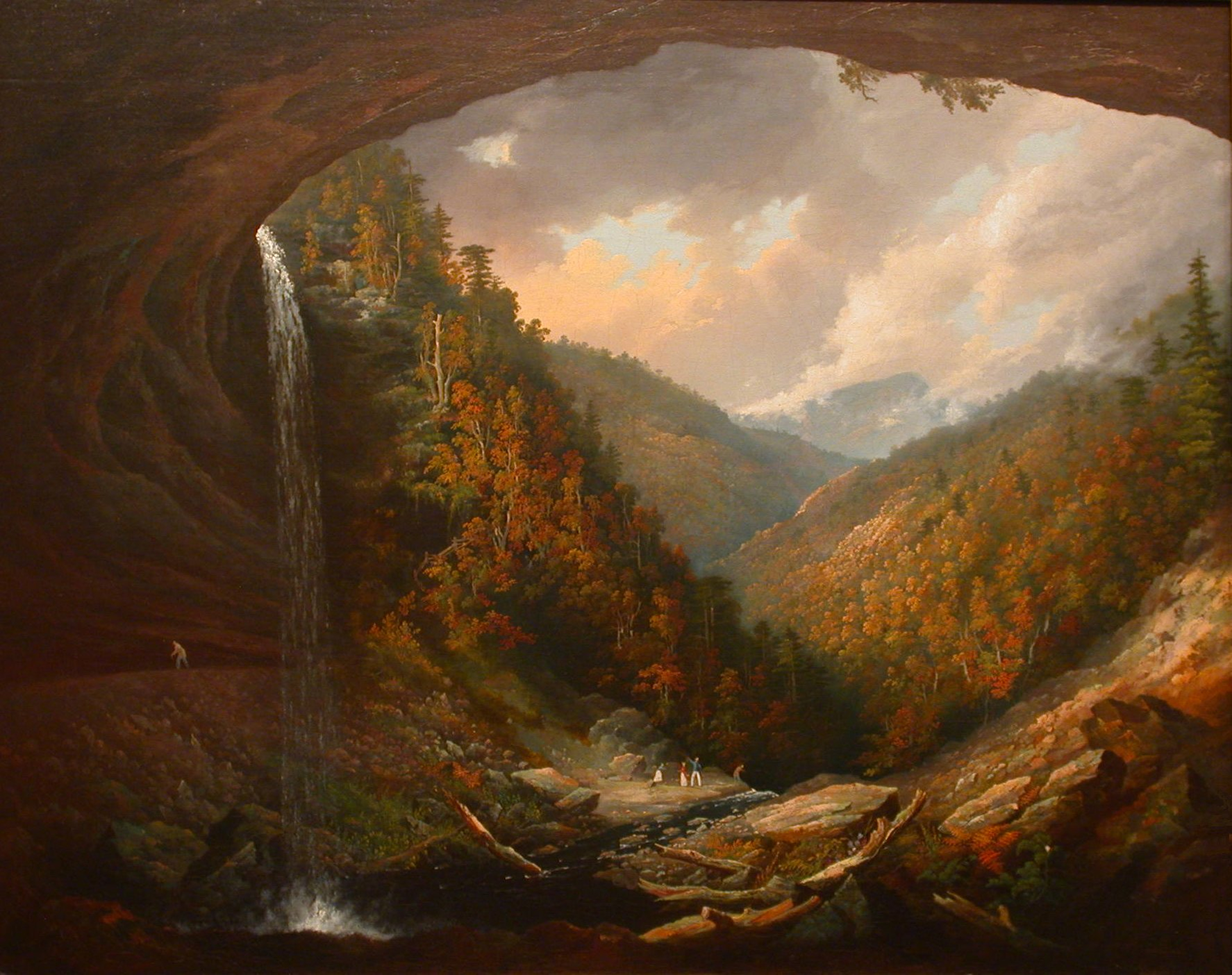
William Wall: Cataratas Cauterskill nas Montanhas Catskill, 1826-27
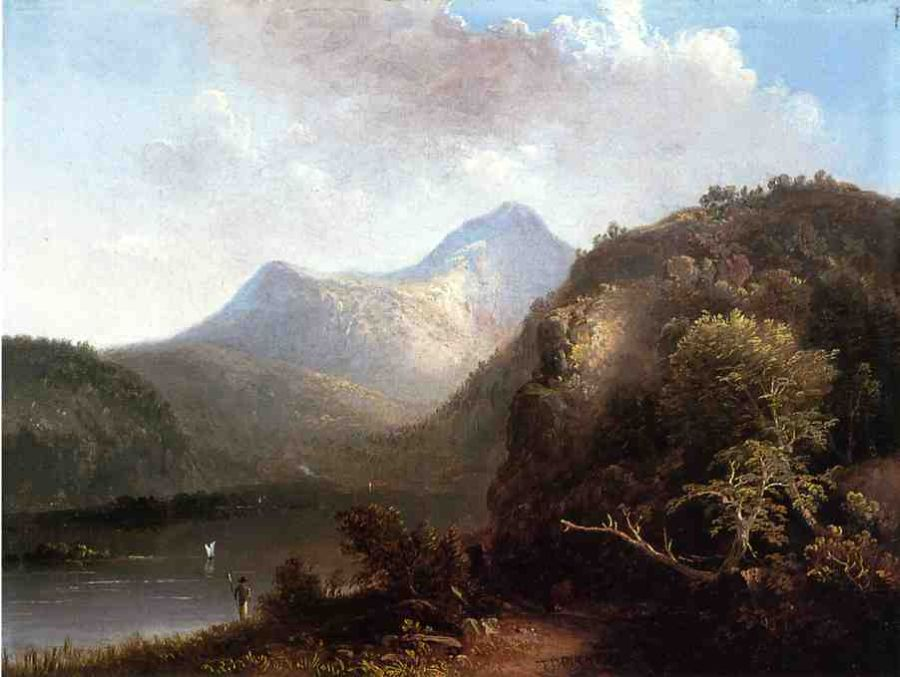
Thomas Doughty: Vista no Maine, 1834

Entre os artistas europeus que se tornaram referências para os artistas da Escola do Rio Hudson estavam Salvator Rosa, William Turner e John Constable, mas Claude Lorrain foi especialmente importante, estabelecendo um modelo formal eficiente e expressivo para o paisagismo. Um precursor local da escola foi William Guy Wall, um irlandês de carreira consolidada quando iniciou a voga pelas paisagens do rio Hudson e arredores, e outro foi Washington Allston, que realizara pesquisas formais onde a mancha, a cor e a "atmosfera" tinham um papel preponderante, como faziam os românticos franceses na mesma época, e seu estilo foi um passo na direção da obra daquele que é geralmente considerado o fundador da Escola do Rio Hudson, Thomas Cole.
Thomas Doughty foi o primeiro artista norte-americano a decidir-se por seguir uma carreira exclusivamente devotada ao paisagismo. E mais importante, o primeiro a escolher o cenário local como tema de preferência, quando até então a cópia de modelos europeus convencionais era a regra. Até o aparecimento de Thomas Cole foi visto como o primeiro entre os paisagistas locais, e depois sua obra foi ofuscada pela dele e considerada imperfeita. Não obstante, sua produção exerceu um impacto significativo em Cole. Quando este viu pela primeira vez suas telas elas lhe apareceram como uma revelação, tratando do tema que ele estava buscando definir para si mesmo, um tema "que para todo Americano deveria ser do mais profundo interesse… sua própria terra, sua beleza, sua magnificência, sua sublimidade - tudo é seu. E quão pouco merecedor de seu direito de nascença seria se desviasse seus olhos dela e se lhe fechasse o coração!".

## A consolidação de uma retórica visual

### Thomas Cole

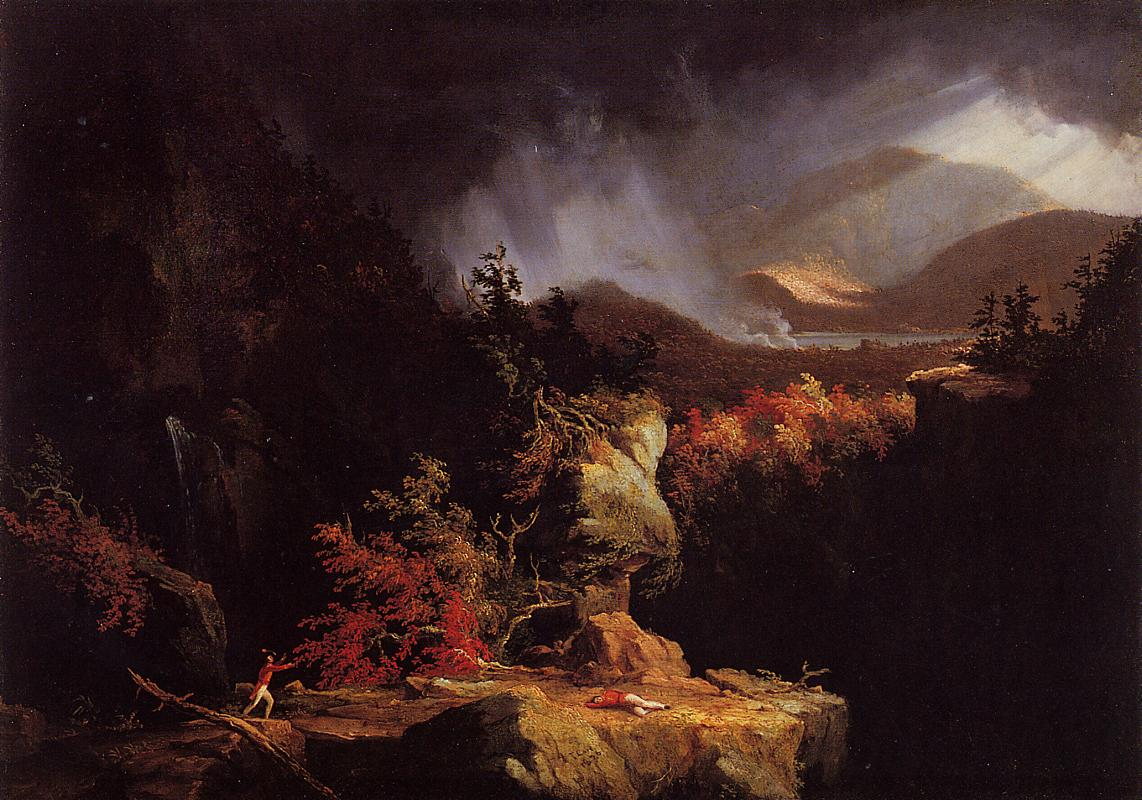
Thomas Cole: Gelyna, ou Vista do Ticonderoga, 1826-1828

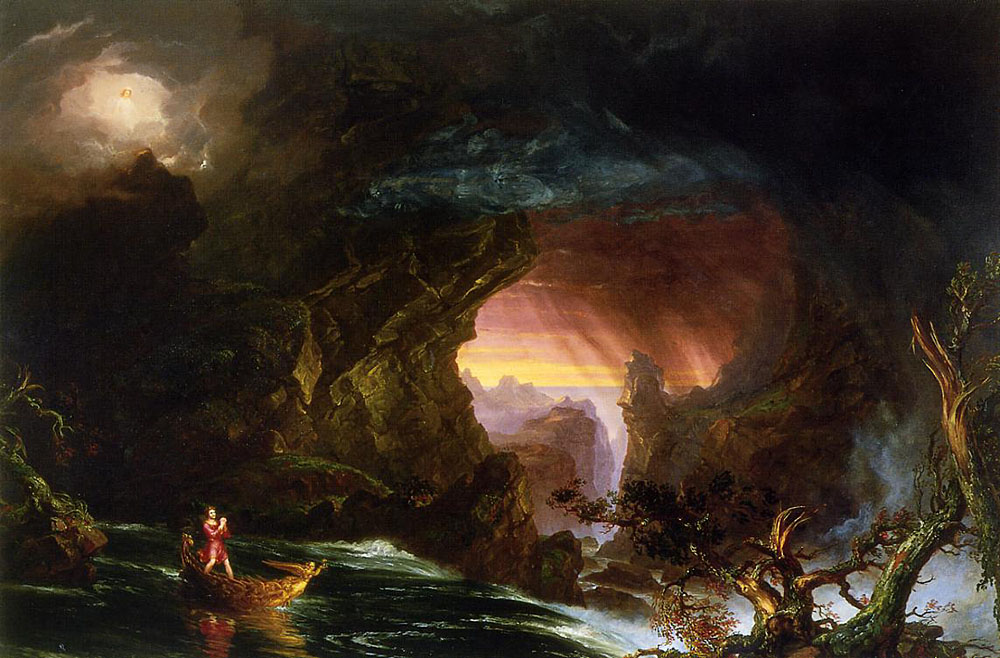
Thomas Cole: A viagem da vida: Maturidade, 1840

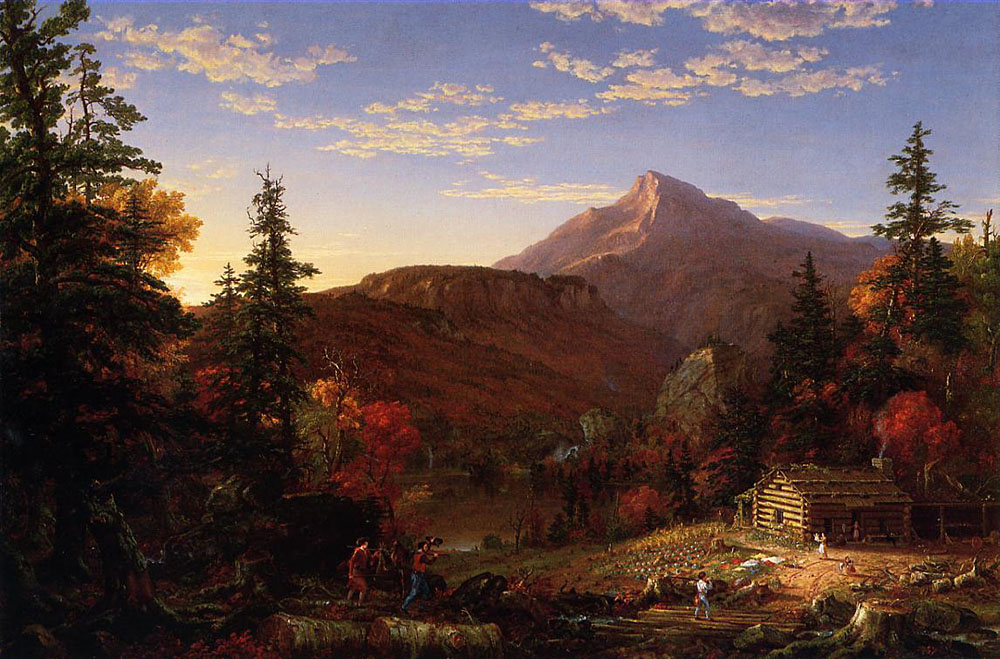
Thomas Cole: O retorno do caçador, 1845

Cole, um pintor inglês praticamente autodidata que chegara à América em 1818, embarcou num vapor e subiu o rio Hudson no outono de 1825, fazendo uma parada no ponto oeste, no começo das Montanhas Catskill, situadas no lado ocidental do Estado de Nova Iorque, onde aventurou-se a pintar as primeiras paisagens da área. A primeira notícia de seus trabalhos apareceu na edição de 22 de novembro de 1825 do New York Evening Post, onde se relatava a admiração que causaram em um artista de prestígio consolidado, John Trumbull, que se declarou "deliciado, e ao mesmo tempo mortificado. Este jovem conseguiu fazer sem qualquer instrução o que eu não posso oferecer depois de 50 anos de prática".
Cole fez sua aparição no circuito artístico quando se estava desenvolvendo rapidamente uma nova função para o paisagismo, tomado agora como uma corporificação de valores culturais e um motivo de louvação do país, numa abordagem que derivou das mudanças no pensamento da época conduzidas por Thoreau, Emerson e outros, como foi descrito antes. Cole foi particularmente sensível ao estímulo da estética do Sublime, e encontrou nos princípios da retórica literária os meios para traduzí-lo em pintura, possibilitando-lhe compor obras de grande fôlego, captando cenários grandiosos e retratando-os com refinamentos de realismo e detalhe que eram inéditos na produção de seu tempo. Paralelamente, o capacitou a introduzir um tom elegíaco, ético e idealista na pintura, visível em especial nas séries de paisagens alegóricas que criou sobre temas como o curso da vida humana e dos impérios. Seu sucesso na representação da paisagem se deve também ao hábito da pintura diretamente do natural, ao ar livre, diante da paisagem verdadeira, no que foi um precursor, o que lhes emprestava um sabor tipicamente local e espelhava o gosto pelo empirismo que estava em voga na filosofia, ciência e artes em geral, afastando-se da prática da mera cópia ou variação dentro de ateliês de modelos paisagísticos padronizados. Assim como outros intelectuais seus contemporâneos, Cole via a natureza não como fonte de prazer estético ou base para estudo científico apenas, mas como encarnação da verdade e beleza divinas e de fato como uma ponte para a própria Divindade. Seu trabalho foi o primeiro a ilustrar com maestria técnica e aguda sensibilidade uma filosofia que oferecia elementos para a fundação de um modo de vida comunitário harmonioso em relação à natureza e espiritualmente significativo, num momento histórico em que a acelerada expansão da economia e do mercado tendia a explorar desregradamente os recursos naturais, pulverizar valores morais e humanos e fortalecer o individualismo e o isolamento das pessoas.
Mesmo com toda essa carga ética e idealista, ele pôde formular uma linguagem plástica onde "chiaroscuro, cor, forma, devem sempre ser subservientes ao sujeito, e jamais alçadas à dignidade de um fim em si", transferindo para o gênero da paisagem os anelos heróicos dos pintores históricos, que enfim podiam lançar raízes no solo norte-americano. Com isso ele se coloca numa posição transicional entre duas tradições, sintetizando o conflito entre a representação realista requerida pelo costume americano e as urgências de uma visão idealista tipicamente romântica. Para os adeptos da teoria do Sublime como ele, a natureza não era somente bela, mas trazia também um lado sombrio, selvagem e irracional, elementos considerados igualmente necessários para a conquista de um efeito que unia o assombro e admiração reverentes pela beleza com o terror diante das forças dinâmicas e incontroláveis da Criação. Seu acordo entre realismo e idealismo não foi, porém, voluntário, conforme ele mesmo declarou, mas uma solução ditada pelo seu contexto sociocultural, e se lamentava por ser obrigado a pintar de acordo com as expectativas do mercado e com isso permitindo que sua inspiração fosse mutilada e sua expressão aparecesse incompleta. Em seu tempo a noção do Sublime havia já perdido na América bastante do seu significado explosivo e eletrizante original e estava sendo absorvida numa interpretação cristã que incorporava o recolhimento contemplativo e o silêncio, e nesse sentido Cole era mais ou menos um anacronismo. Mesmo tendo em parte aceito essa mudança, gastou muita energia se justificando diante de patronos e do público, que criticavam seus excessos poéticos, embora pela força de seu conteúdo moral suas séries heróicas tivessem uma recepção mais calorosa do que ele poderia esperar. Somente seus sucessores encontrariam uma solução de compromisso mais tranquila e mais popular entre idealismo poético e descrição realista da paisagem.

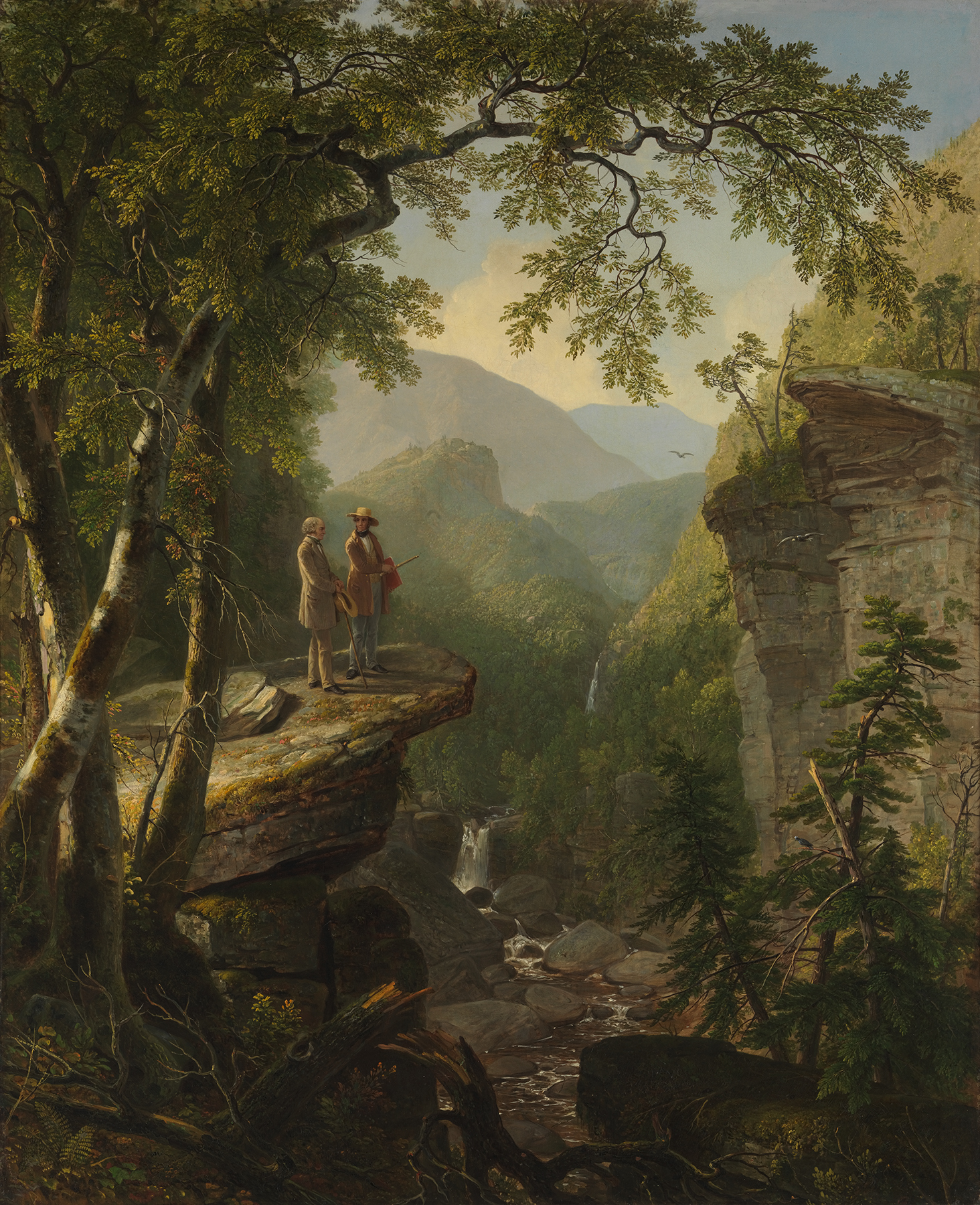
Asher Durand: Almas gêmeas, 1849

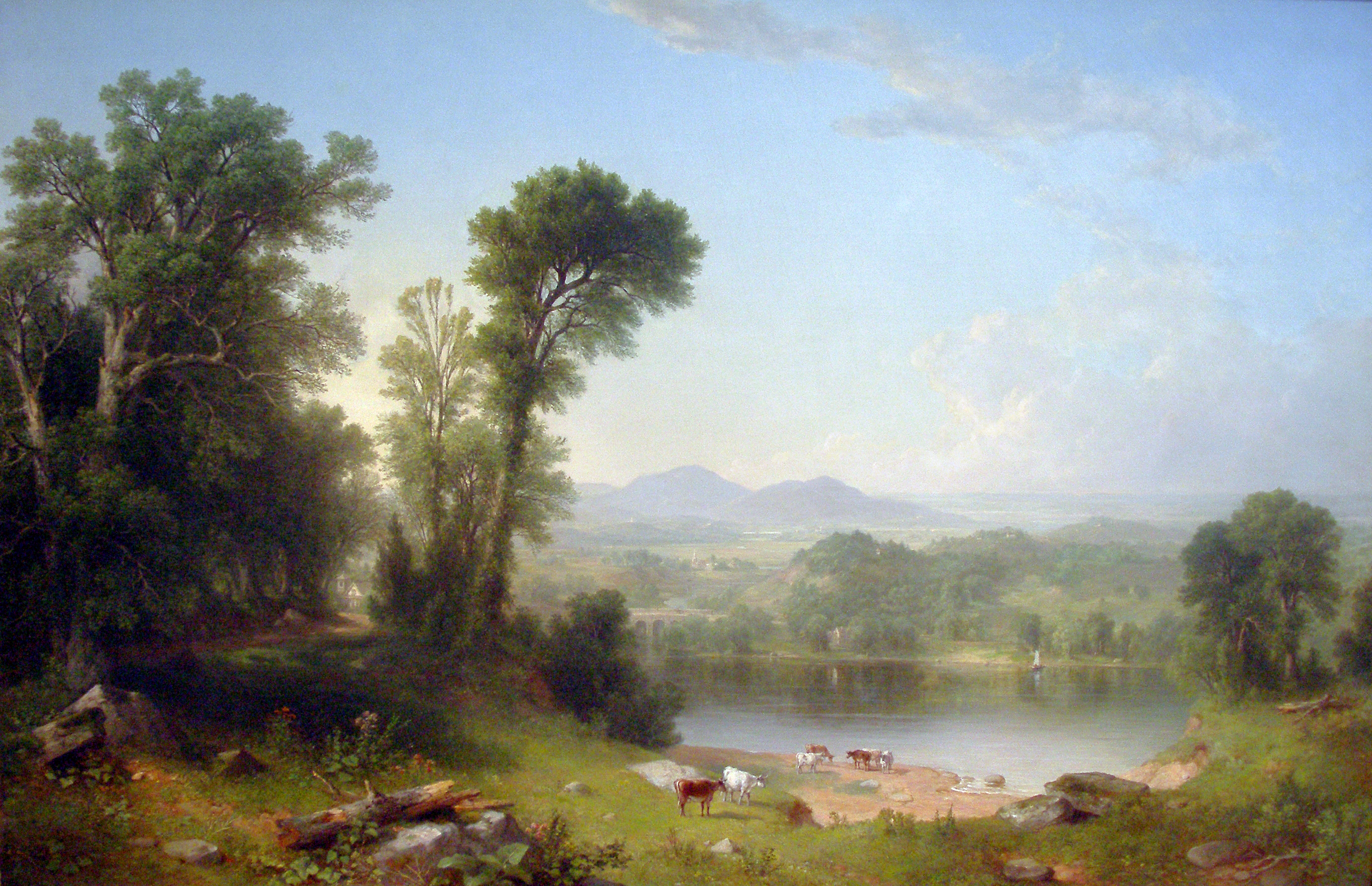
Asher Durand: Paisagem pastoral, 1861

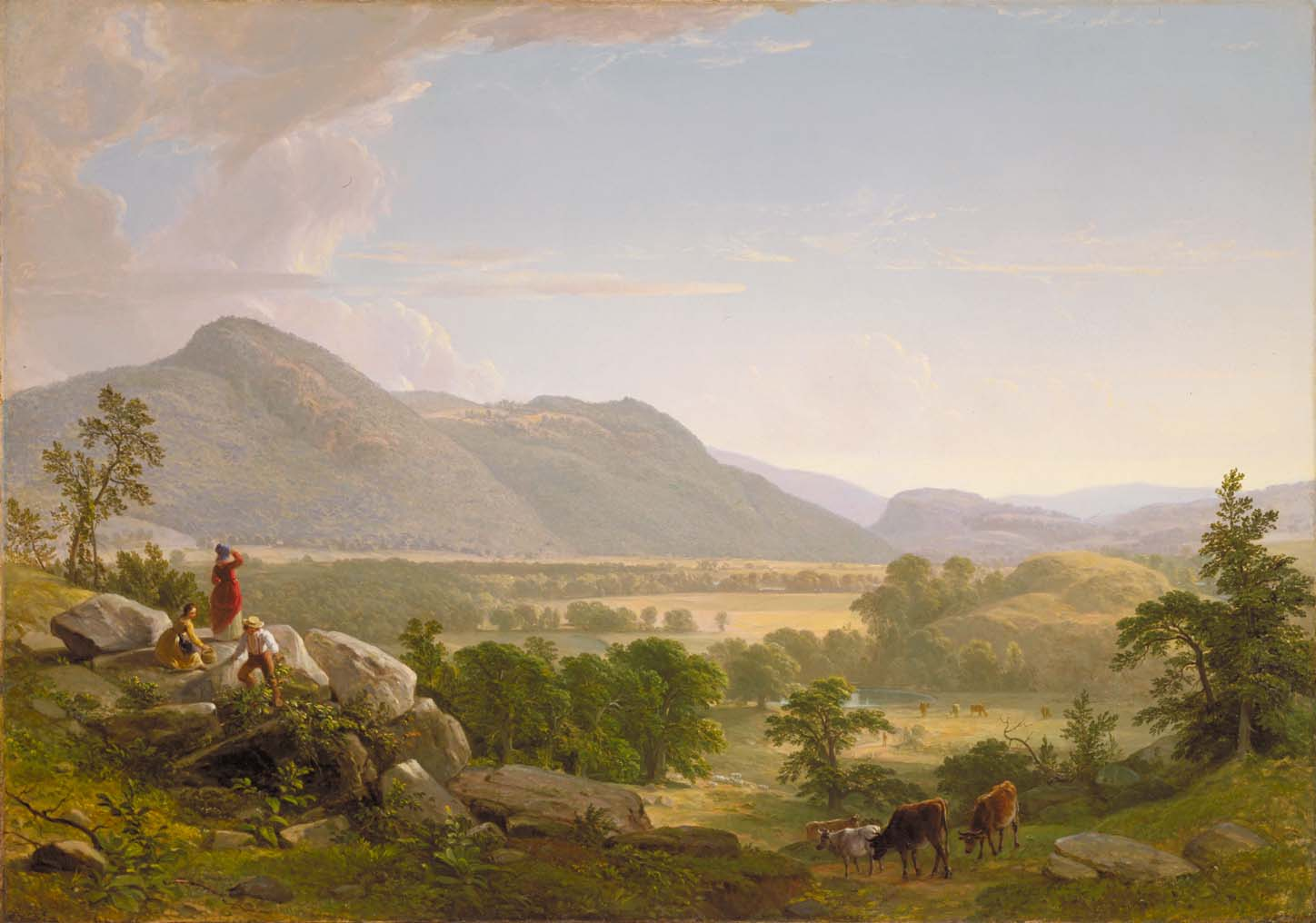
Asher Durand: A planície de Dover

### Asher Durand
Asher Durand pertenceu à mesma geração de Cole, e foi seu amigo íntimo e um de seus descobridores no início de carreira. Enquanto Cole viveu, Durand foi considerado o segundo em prestígio no paisagismo, mas depois de sua morte tornou-se o líder da nova geração. Iniciou sua carreira como um amador, e de certa forma sua posição em relação à arte foi uma antítese daquela de Cole. Enquanto este teve de ser trazido à força para o realismo, aquele teve de abandonar seu pragmatismo e objetividade para assimilar um pouco de poesia e atmosfera. Tentou emular o estilo de Cole, atendendo à demanda por uma dose de sentimento ideal na pintura, e quando apresentou sua tela Almas gêmeas em 1849, dedicada à memória de Cole, sua reputação como o melhor paisagista da época se firmou, mas dali em diante encontrou seu caminho desenvolvendo uma prática de pintura ao ar livre ainda mais plena que a de seu amigo, ainda preso a certos convencionalismos, e seus estudos da natureza de 1850 em diante representam uma vanguarda na observação realista que só tinha paralelo no trabalho de Courbet na França. A poesia de sua obra se produz, paradoxalmente, dessa observação realista rigorosa, como uma resposta direta aos efeitos sutis de luz e atmosfera do cenário. Cole ainda precisava "corrigir" a paisagem natural para atender à sua concepção idealista, mas Durand, quando encontrava um cenário sugestivo, não via necessidade alguma de alteração no que a natureza havia fornecido, permitindo que a pintura se estruturasse a partir da forma natural pura, prefigurando a abordagem de Cézanne.
Durand realizava seus estudos do natural nos verões, e com eles acumulava material para o trabalho de inverno no atelier. Como um sintoma dos tempos, seus estudos eram mais apreciados por alguns colecionadores do que suas obras finalizadas, embora essa tendência fosse historicamente prematura e ainda não conseguisse deslocar em larga escala a importância da obra acabada. Mas ele de algum modo conseguiu transferir para as composições acabadas um pouco do imediatismo e espontaneidade dos esboços e estudos, deixando transparecer a pincelada, permitindo-se manchas e empastes carregados e abandonando uma finalização tão meticulosa e linear como ditava a convenção. Traduzindo sua prática em escritos, formulou um corpo de teoria que se aproximava muito do Impressionismo europeu, sem contudo evoluir para resultados semelhantes. Seu realismo não impedia que ele visse o do mundo natural como expressão do divino. Dizia que "o artista deve aceitar escrupulosamente tudo o que (a natureza) lhe apresentar até que ele se torne em algum grau íntimo de sua infinitude… nunca deve profanar sua santidade afastando-se voluntariamente da verdade", e que "a verdadeira província da Arte ao Natural é a representação do trabalho de Deus na criação visível, independente do homem".

### Luminismo
Cabe mencionar por fim um outro elemento formador da linguagem típica da Escola do Rio Hudson, que John Baur chamou de luminismo em seu estudo sobre a pintura norte-americana do século XIX (American Luminism, 1954), um termo derivado do uso altamente expressivo que esses pintores fizeram da luz e seus efeitos atmosféricos. Analisando as paisagens mais tranquilas, que traduziam uma versão do Sublime atenuada, menos dramática e mais intimista, ele acredita que nelas a luz e a transparência da atmosfera servem não somente para mostrar seus temas, mas para revelá-los espiritualmente para o espectador, uma opinião que é compartilhada por pesquisadores mais recentes como Hollander e Novak. Para eles esse resultado é conseguido através da anulação da intermediação interpretativa do artista pelo uso de uma técnica de acabamento impecável e acetinado que elimina os traços das pinceladas e com isso o gesto personalista e a distração da pura materialidade, oferecendo como que uma "visão direta" do espetáculo natural, numa espécie de "expressionismo impessoal" cujo efeito é pacificador e leva à contemplação superior, e que atendia perfeitamente aos desejos do Transcendentalismo. John Baur sugere que se pode aplicar a essas obras a mesma observação que foi feita por George Santayana sobre Lucrécio:
"O principal sobre o seu gênio é o poder de se perder no objeto, sua impessoalidade. Parece-nos que estamos a ler não a poesia de um poeta sobre as coisas, mas a poesia das coisas em si mesmas. As coisas têm sua poesia, não porque fazemos delas símbolos de algo, mas por causa de seu próprio movimento e vida".
O termo Luminismo foi mais tarde aplicado a outros artistas e se tornou a denominação de uma Escola autônoma, e seus princípios fundamentaram a produção de pintores importantes como Martin Heade, Winslow Homer e Thomas Eakins 

## Segunda geração

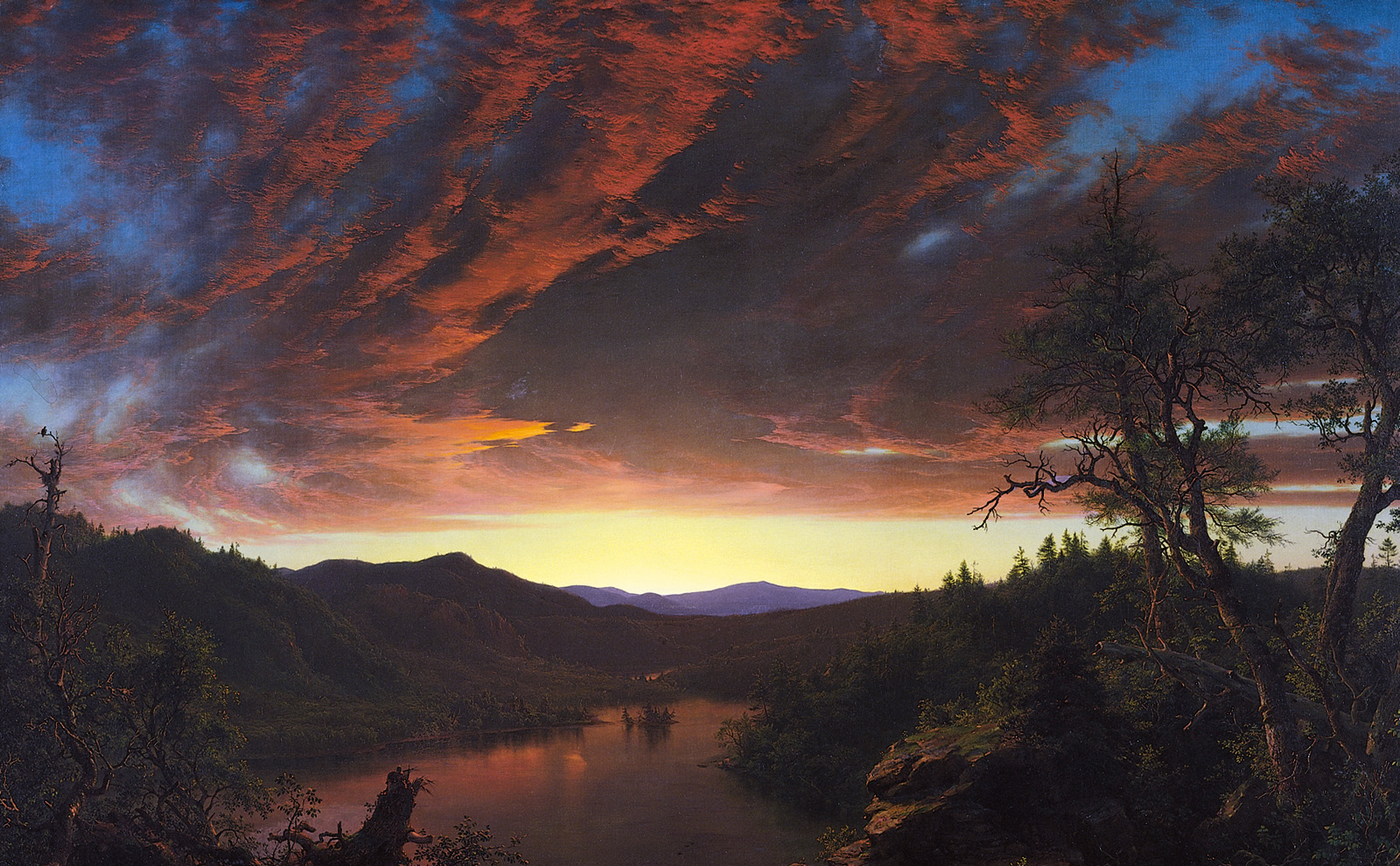
Frederic Church: Crepúsculo na floresta 1860

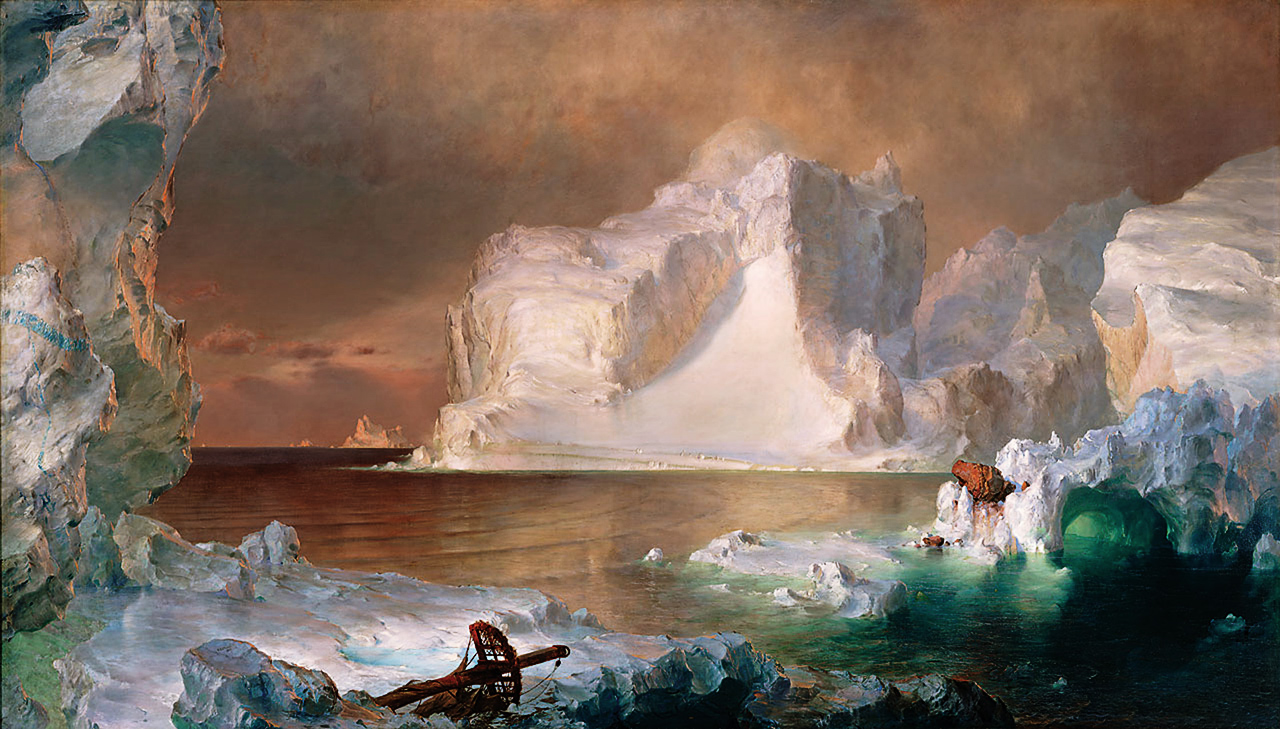
Frederic Church: Os icebergs, 1861

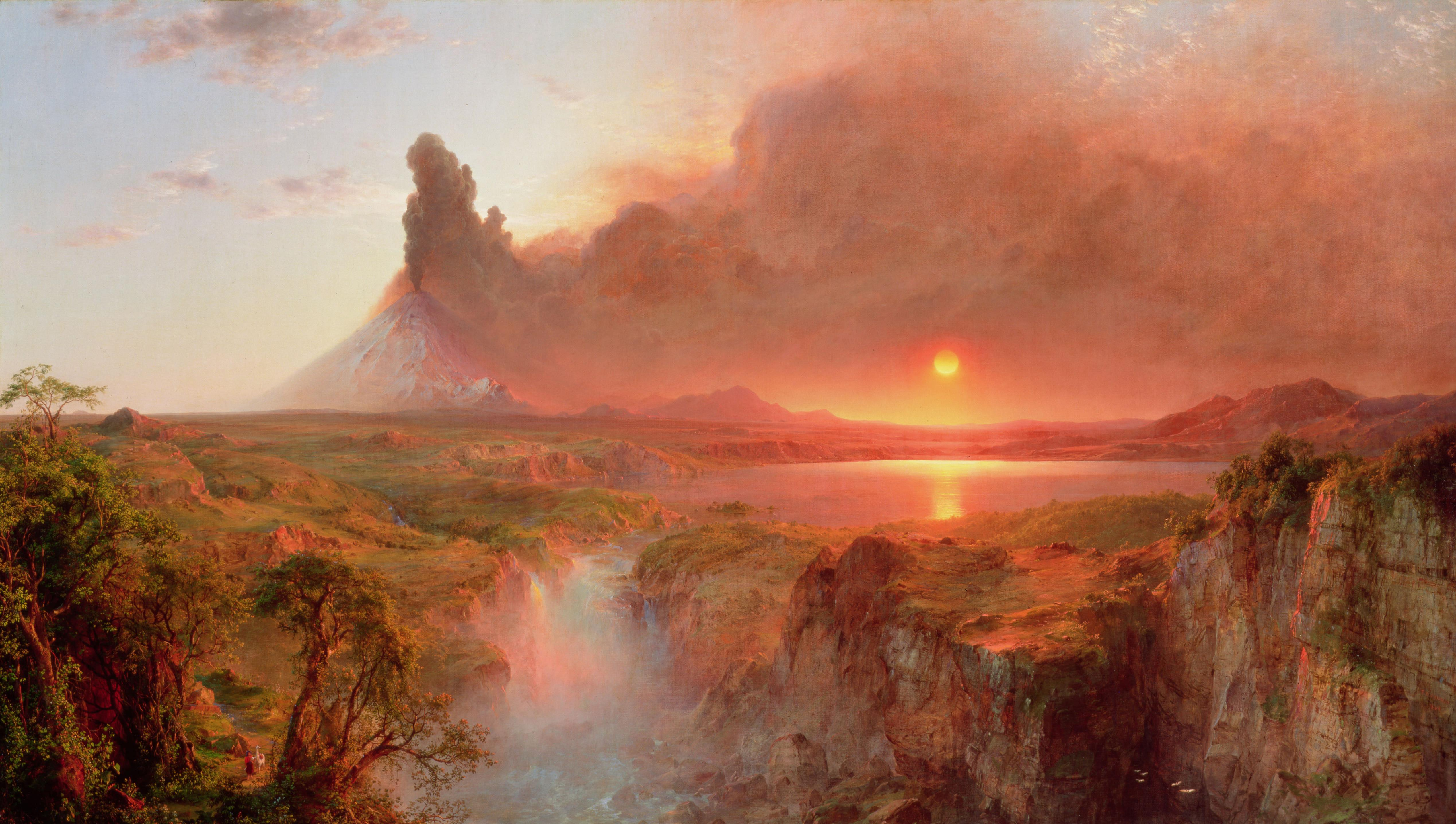
Frederic Church: O Cotopaxi em erupção, 1862

A segunda geração da Escola do Rio Hudson emergiu depois da morte prematura de Cole em 1848, e encontrou o caminho aberto, com uma linguagem visual estabelecida e o favor da crítica e do público garantido para o gênero da paisagem. O progresso econômico interligava as costas leste e oeste, facilitando o alcance de regiões mais remotas, a ideologia política invocava o patriotismo e celebrava a glória da nação, a base ética da pintura lançada por Cole e Durand continuava sólida, e o palco estava pronto para a entrada em cena de uma geração de verdadeiros artistas-exploradores, expandindo enormemente os limites regionais da Escola original. E sólida também permanecia a crença na unidade entre Deus e natureza, não sendo abalada mesmo com a publicação do livro Origem das Espécies de Darwin em 1859, cuja teoria evolucionista foi interpretada como uma confirmação adicional dos desígnios de Deus para o mundo. Aliás, todas as novas descobertas da ciência estavam sujeitas a esse tipo de apropriação pelo idealismo místico que nutria a pintura da época, e ao mesmo tempo refletiam um interesse ainda mais acentuado, quase científico, pelos detalhes do ambiente natural. O público já não se contentava com meras delineações sugestivas, e exigia descrições de peculiaridades do céu, das árvores, rochas, rios e vegetação, que fossem uma forma não só de prazer estético mas também de aquisição positiva de conhecimento fidedigno. A segunda geração de artistas da Escola do Rio Hudson conseguiria uma mistura única e extremamente bem sucedida das duas vertentes opostas representadas pelo realista Durand e o idealista Cole, desse gosto pela exatidão com o efeito de grandioso e sublime, e sem abandonar a veiculação de uma mensagem edificante.
O apreço pela ciência teve o efeito de levar os pintores a penetrarem ainda mais pelo interior do país, buscando novas paisagens, impulsionando alguns, como Frederic Edwin Church, a viajar até a América do Sul e ao Ártico, no mesmo espírito aventureiro e curioso dos verdadeiros naturalistas. Como diz Barbara Novak, 
"Church é o grande exemplo de como as preocupações oficiais do seu tempo encontraram um caminho para dentro da pintura de paisagem. Seus interesses eram largos, seu envolvimento com as ciências naturais mais intenso, maior do que o de todos os outros artistas de sua geração. Ele é um paradigma do artista que se torna o porta-voz de uma cultura, sintetizando suas crenças, encarnando seus ideais, e confirmando seus postulados. Em sua obra, ciência, religião e arte, todas perseguem o mesmo objetivo, e sua coexistência harmoniosa corporifica a visão cosmopolita ideal do século XIX, que antes dele fora traída pelos próprios instrumentos que usara para promover sua causa - observação, pragmatismo e a própria ciência".
Na verdade Church foi muito influenciado por naturalistas como Darwin e Humboldt. Possuía exemplares de seus trabalhos científicos e os levava consigo em suas viagens de exploração e arte. O mesmo Humboldt estava a par das implicações das descobertas científicas para o mundo artístico quando disse:
"Aquele que, com uma aguda apreciação das belezas da natureza manifesta nas montanhas, rios e florestas, viajou para a zona tórrida, e viu a vegetação luxuriante e diversificada, não somente nos litorais cultivados, mas nas encostas dos Andes nevados, nos Himalaias, nas montanhas Nilgherry de Misore, ou nas florestas primitivas, nas redes de rios entre o Orinoco e o Amazonas, somente ele se dá conta do tesouro inexaurível que ainda permanece desconhecido entre os trópicos de ambos os continentes para o pintor de paisagem… Não estamos então justificados em esperar que a pintura de paisagem há de florescer com um novo e até agora desconhecido brilhantismo quando artistas de mérito ultrapassarem os limites do Mediterrâneo, e quando se deslocarem para dentro do interior dos continentes, nos úmidos vales montanhosos do mundo tropical, para captar, com o frescor genuíno de um espírito jovem e puro, a verdadeira imagem das várias formas da natureza?".

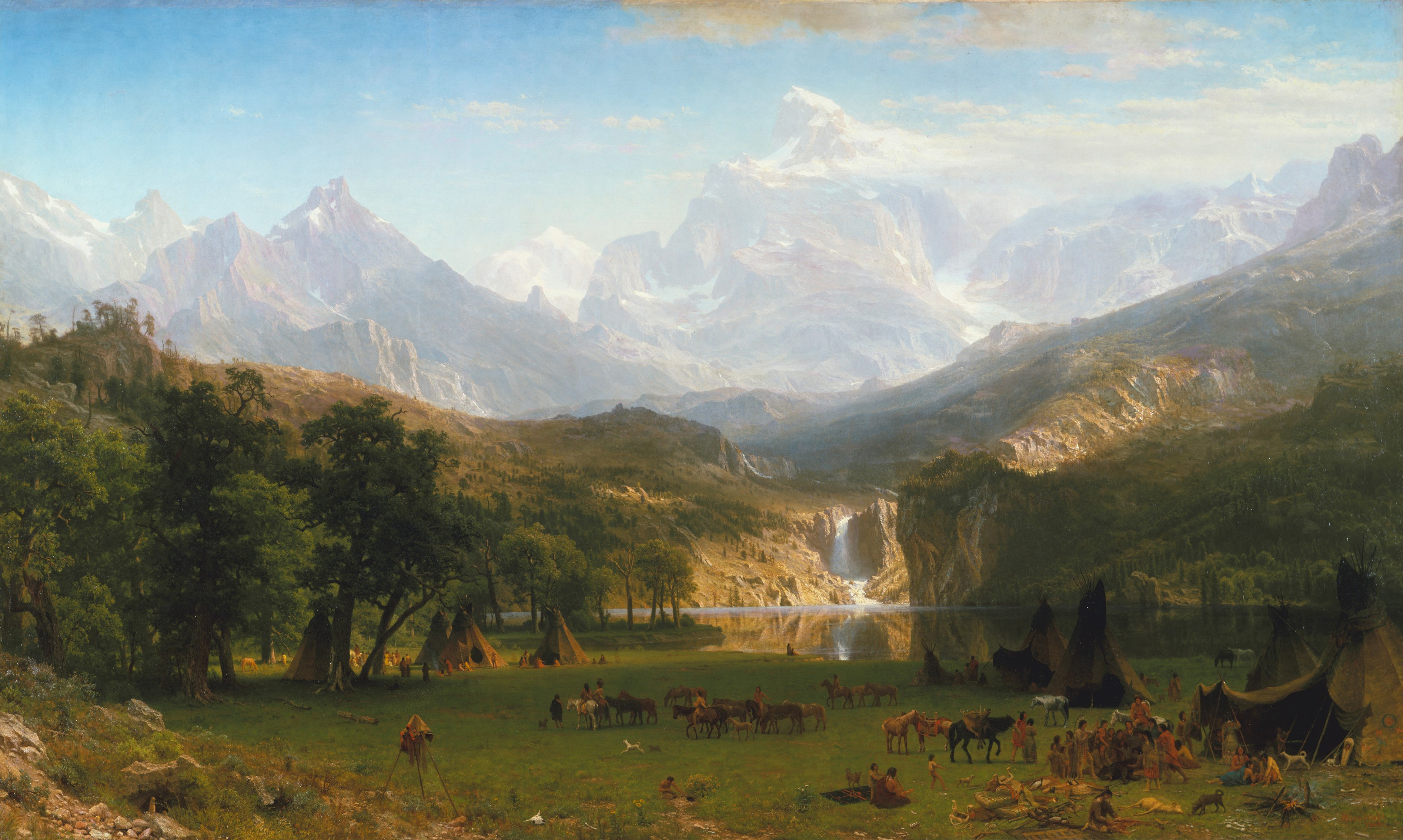
Albert Bierstadt: As Montanhas Rochosas, Pico Lander, 1863

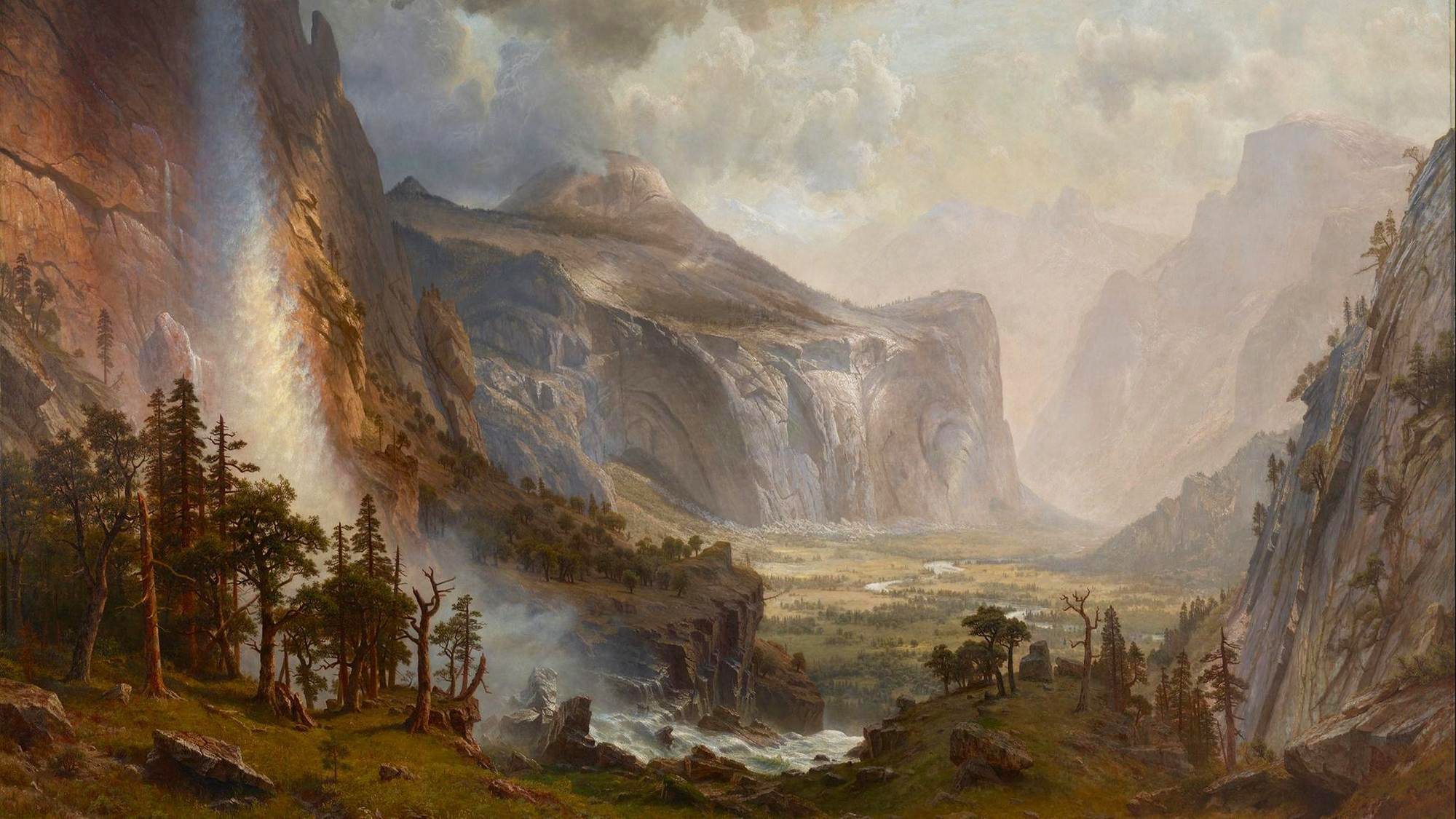
Albert Bierstadt: As montanhas do Yosemite

Albert Bierstadt foi o mais importante concorrente de Church, e foi outro que ampliou seus horizontes para além do rio Hudson, viajando até o Canadá, Alasca, Bahamas e Montanhas Rochosas, trabalhando especialmente o vale do rio Yosemite, quando esta região era praticamente desconhecida de todos. Alemão de nascimento, tinha se formado em Dusseldorf, onde havia importante grupo de românticos trabalhando, e sua obra foi reconhecida pela crítica europeia como uma derivação daquela escola, apesar de sua temática norte-americana. Seu sucesso foi enorme, acumulando considerável fortuna e atraindo a inveja de outros pintores, que criticavam a enormidade de suas telas que ofuscavam quaisquer outros trabalhos quando expostos lado a lado. Mas ele foi também o fundador de uma sub-escola, por vezes conhecida como Escola das Montanhas Rochosas, e Nancy Anderson o considera como o "inventor" da paisagem do oeste norte-americano. Em seu tempo seu estilo levantou objeções que apontavam excessos de imaginação, mas até mesmo James Jarves, seu mais contundente crítico moderno, reconhece que ninguém o igualou na representação da claridade e transparência da luz americana e na firmeza de seu desenho.
Bierstadt hoje é tido com um típico exemplo dos ideais que moviam o progresso norte-americano em sua época: por um lado era um imigrante pobre que tinha conseguido fazer fama e fortuna em um país novo e desafiador, espelhando a ideia muito cara aos norte-americanos do self-made-man, e por outro os grandes formatos e o tratamento épico de alto voo que dava aos cenários magnificentes logo foram reconhecidos como a expressão visual da noção de Destino Manifesto. Em 1867 um crítico escreveu no The Leader urgindo o público para que acorresse à exposição da tela As montanhas do Yosemite pois "saberiam que o mundo está progredindo e que os americanos são um grande povo".
Mas, a despeito da preocupação com a fidelidade à natureza, repetindo o exemplo de Cole, nem Church nem Bierstadt, os dois mais populares nomes da segunda geração, hesitavam em alterar o cenário para melhor compor a tela. Colhendo material em esboços do natural, e frequentemente usando fotografias como auxiliar da memória, no atelier adaptavam elementos da realidade com o objetivo primeiro de oferecer uma visão das verdades gerais e do espírito do panorama, antes do que dar uma imagem literalmente acurada do conjunto. Apesar de os detalhes da composição serem substancialmente corretos, a cena como um todo era geralmente falsa. Como assinalou James Jarves, eles "idealizavam na composição e materializavam na execução".

### Outros integrantes
Os estudos sobre a Escola não são muito concordantes entre si na listagem de pintores que formam o grupo, alguns sendo incluídos por uma fonte mas não por outra. Os artistas listados a seguir são referenciados pelo Metropolitan Museum of Art, o Gilcrease Museum e/ou o Oxford Dictionary of American Art and Artists.

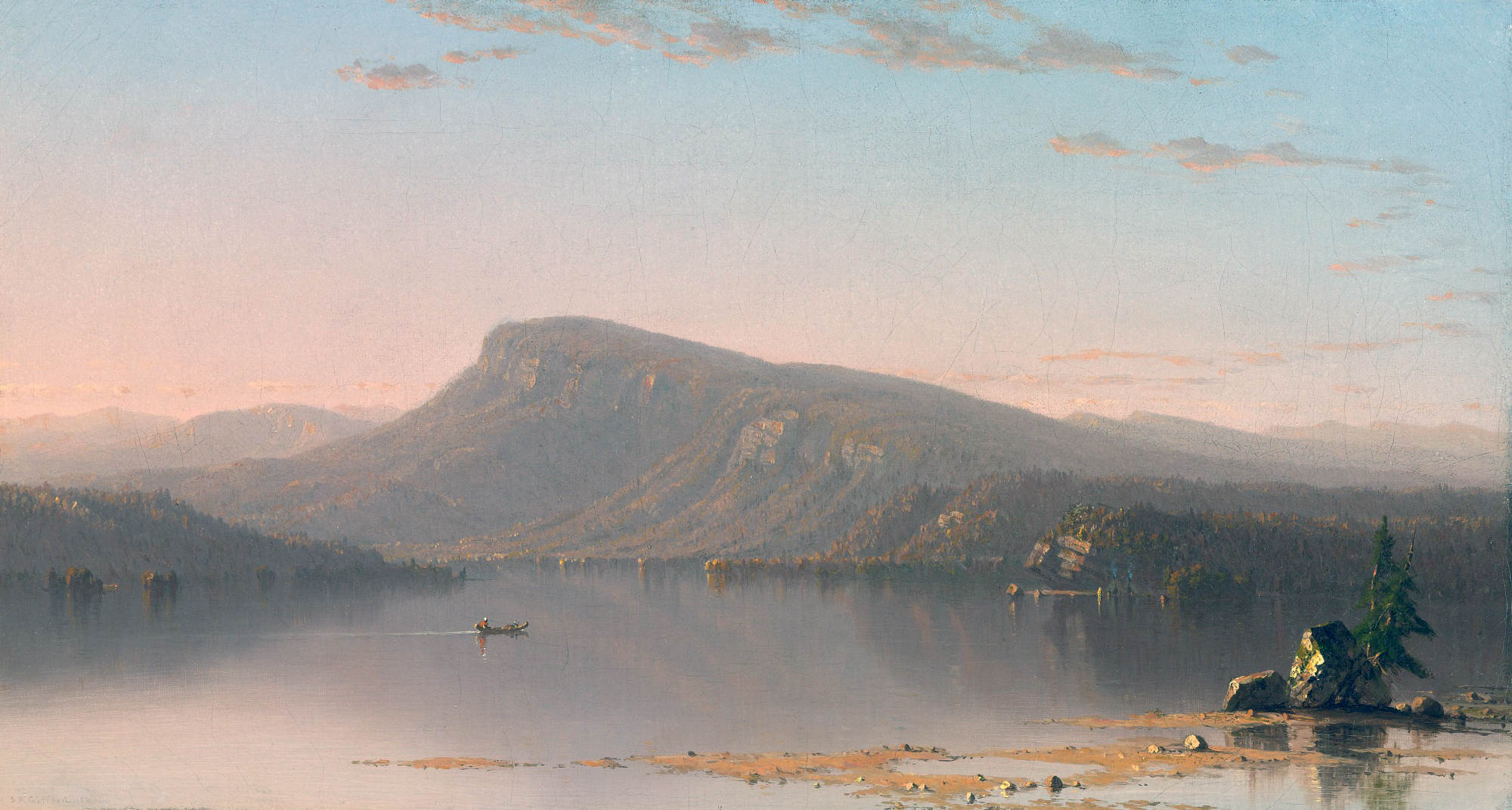
Sanford Gifford: Crepúsculo no interior

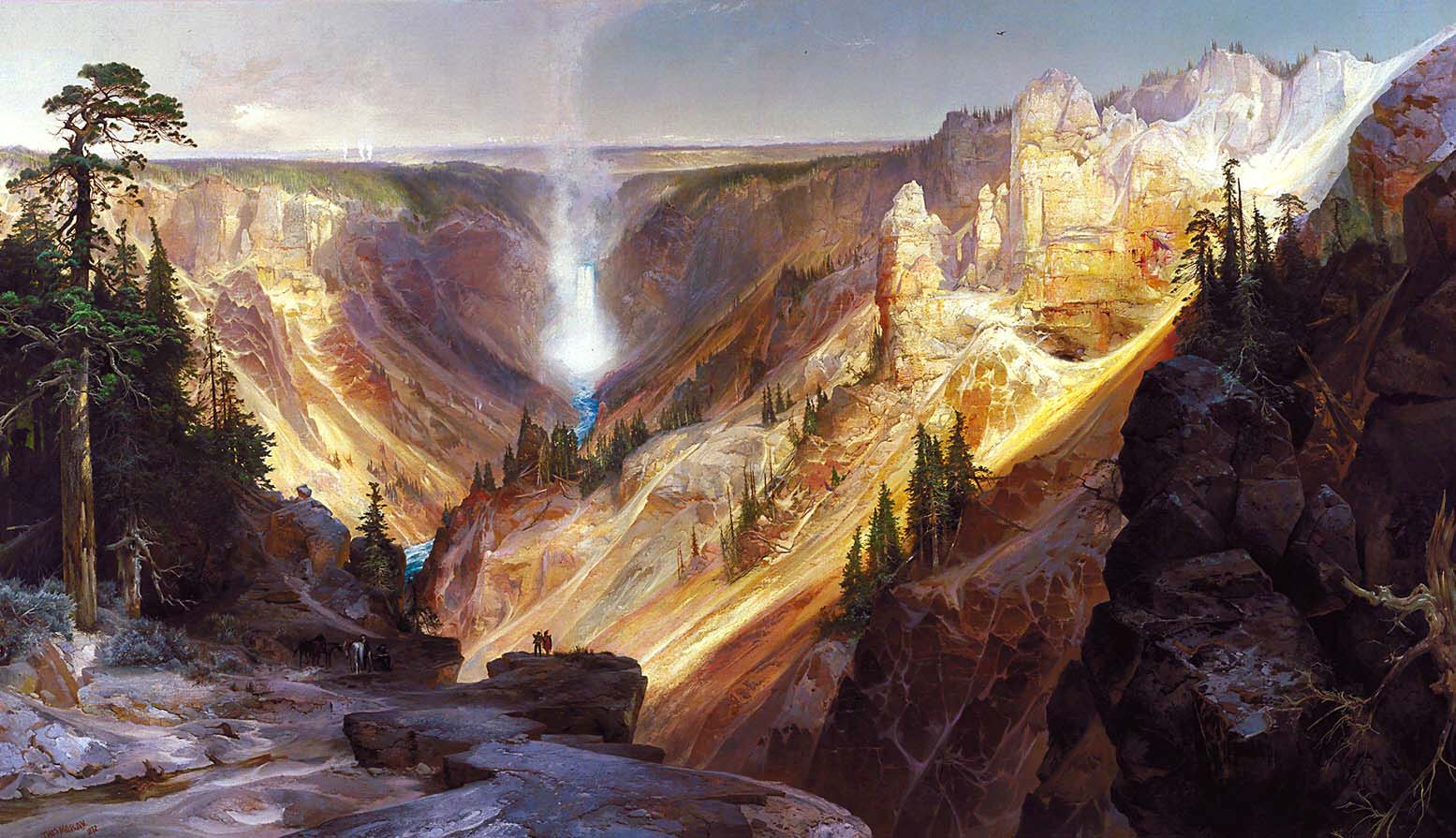
Thomas Moran: O Grand Canyon do Yellowstone, 1872

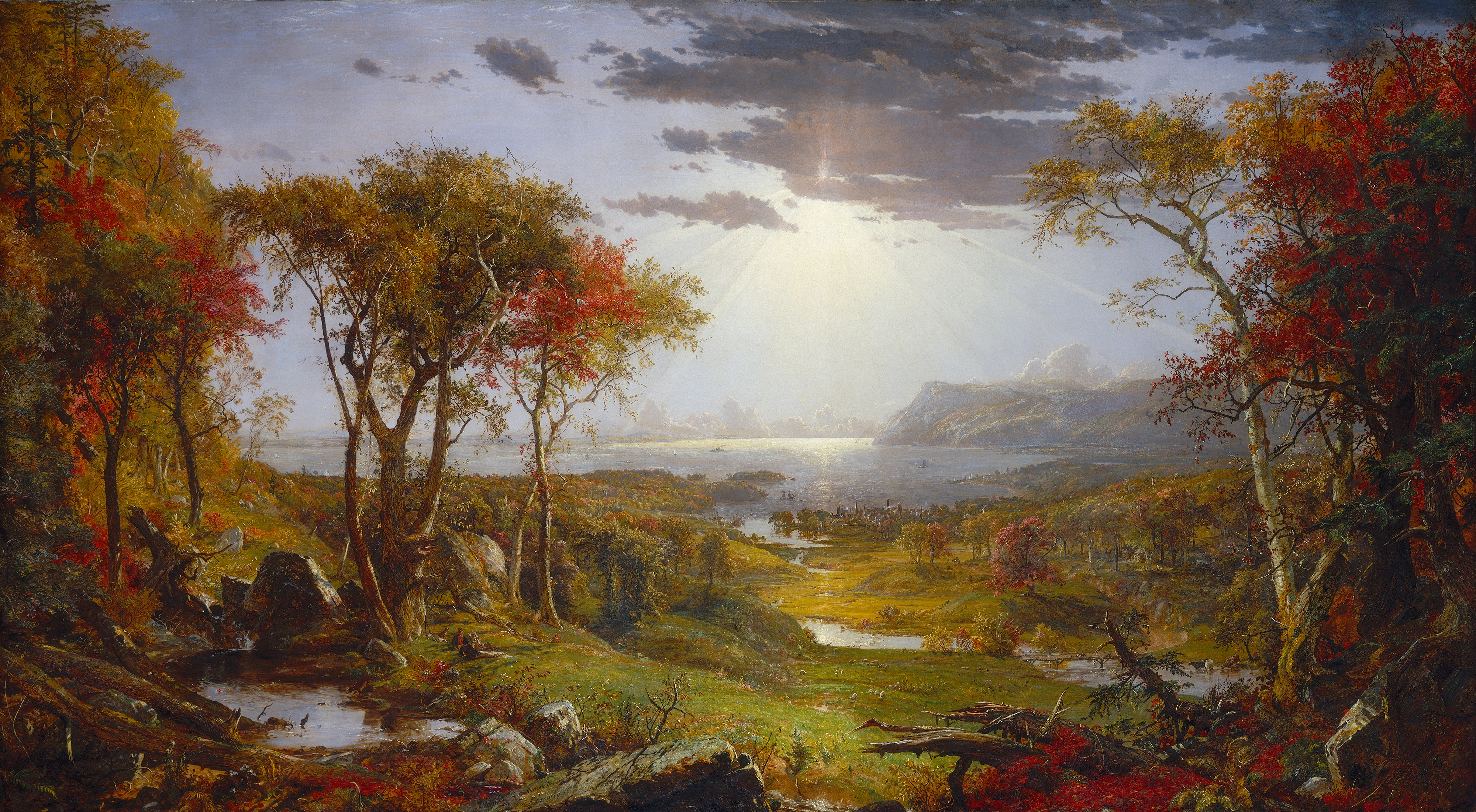
Jasper Cropsey: No rio Hudson, 1866

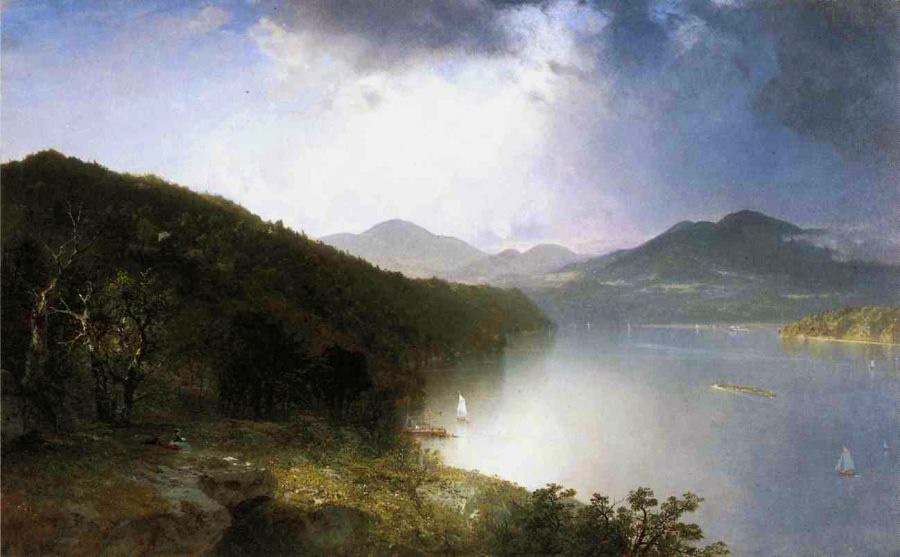
John Kensett : O rio Hudson

Sanford Robinson Gifford foi um grande nome na Escola, e outro grande viajante, visitando o Egito e o Oriente Próximo. Embora tenha declarado que artisticamente a viagem fora um fracasso, de qualquer forma aguçou-lhe a sensibilidade para valores de luz e cor. Nascido em família abastada, recebeu educação clássica acadêmica num ambiente colorido pela filosofia Transcendentalista. Incentivado pelos pais, dedicou-se à pintura preparado para abraçar o retratismo e a pintura histórica, mas uma excursão para as Montanhas Catskill e a admiração pela obra de Cole o fizeram mudar de objetivos, iniciando-se no paisagismo, e favorecendo uma inspiração mística. Até mesmo sua estruturação da cena obedecia a uma simbologia própria - os horizontes longínquos representavam a vida futura, o segundo plano os interesses intelectuais, e o primeiro plano o estado presente. Numa segunda viagem, à Inglaterra, encontra-se com Ruskin e debate sobre arte e filosofia, e passando à França entra em contato com Millet, que desperta seu entusiasmo pela escola paisagista francesa, sem que isso o desviasse de suas convicções estéticas e filosóficas, continuando a acreditar que a natureza é revelação divina e que as impressões puramente ópticas, sentimentos passageiros e improvisos técnicos não têm lugar em sua representação.
Thomas Moran era inglês de nascimento. Em sua obra preferiu as grandes dimensões e uma abordagem mais livre do tema, que transmitisse antes uma impressão geral; para ele o Realismo acorrentava a imaginação, mas não deixou de dar um tratamento adequado para os detalhes, de fato às vezes solicitava o conselho de geólogos e botânicos para melhor representar a paisagem. Trabalhou nas Montanhas Rochosas, e sua pintura O Grand Canyon do Yellowstone foi usada, junto com outras e mais fotografias, como evidência no processo legal de demarcação da área como o primeiro parque nacional dos Estados Unidos.
Jasper Francis Cropsey foi um admirador de Turner e especialmente de Lorrain. Deste emprestou o modelo de composição ao qual permaneceu fiel por toda a vida, que dava um sentido de ordem à natureza desorganizada. Mas empregou essa fórmula, que se prestava a seu temperamento, com sabedoria e liberdade, atribuindo-lhe um novo sentido histórico e conceitual. Sua técnica incorporava a espontaneidade da aquarela, que apreciava, adequando o tratamento a cada tipo de objeto representado. Era um amante de sua pátria e em suas paisagens a retratou com um sentimento de nostalgia e reverência por suas belezas.
John Frederick Kensett não foi um grande viajante, limitou-se à área da costa leste, mas tratou a natureza selvagem às vezes com uma veia pungente, sob uma luz dura que efetuava um contraste quase surrealista, onírico e nostálgico, com as superfícies do terreno e reforçava o sentimento de vastidão e solidão das paragens ermas, mas em outras apresentava o cenário de forma lírica e tranquila, mostrando sua grande sensibilidade à cor e à atmosfera. Conheceu o sucesso em vida e foi um devotado incentivador de seus colegas.
Samuel Colman foi aluno de Durand e um paisagista prolífico, com mais de mil obras identificadas, virtuoso na aquarela, muito admirado pelo público e avidamente procurado pelos colecionadores, acumulando uma pequena fortuna. Personalidade agregadora, foi membro de várias associações de artistas. Viajante assíduo, em suas telas pintou uma vasta diversidade de temas, com um colorido primoroso e sensível pendor para efeitos atmosféricos. Em suas viagens para o Oriente produziu cenas em que captou o exotismo local. Enfocando o cenário americano, deixou obra importante, de uma técnica impecável, onde não há qualquer traço de improviso.

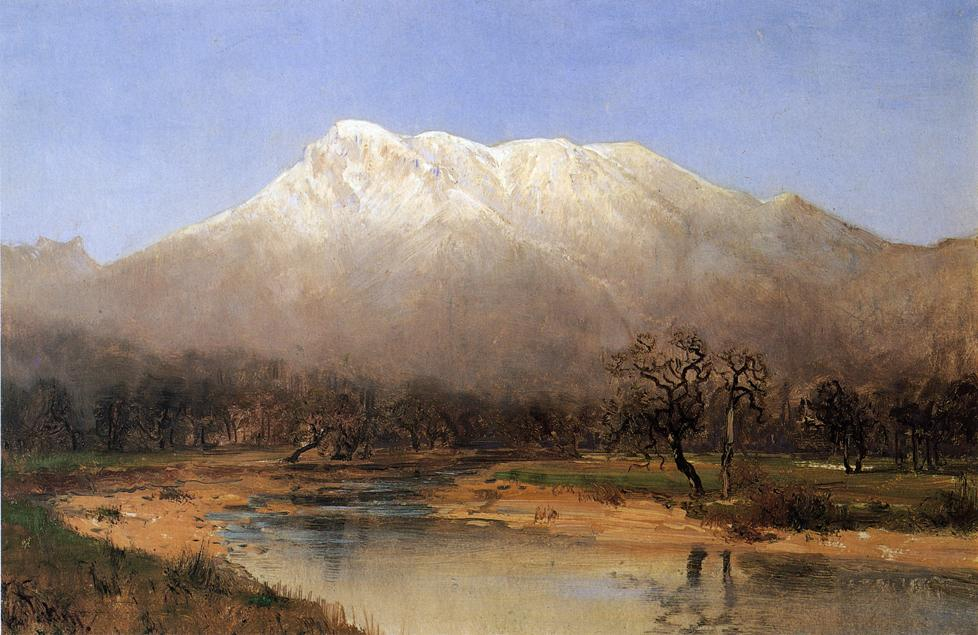
Thomas Hill: Monte Santa Helena, Vale Napa, 1887

Thomas Hill, nascido na Inglaterra, iniciou-se como pintor decorando carruagens. Depois associou-se ao grupo principal da Escola do Rio Hudson, viajando com eles em suas excursões. Fez viagens para o Yosemite, onde construiu um estúdio e produziu mais de cinco mil obras sobre a região. Seu sucesso foi tardio, mas considerável e lucrativo, vendendo trabalhos por preços elevados. Perdendo prestígio junto com o declínio da Escola, hoje sua produção voltou a ser altamente estimada.
James McDougal Hart nasceu na Escócia e estudou com os românticos de Dusseldorf. Desenvolveu um gosto pelas grandes telas e conseguiu se livrar da influência sentimental de seus mestres alemães, adquirindo uma objetividade no tratamento da paisagem e uma técnica mais livre, onde a experiência do contato com a natureza se expressava com um bucolismo lírico e sincero.
William Stanley Haseltine também estudou em Dusseldorf, juntando-se à colônia de pintores americanos que ali aprendia o paisagismo. Voltando aos Estados Unidos, estabeleceu seu estúdio no mesmo edifício em que vários outros pintores da Escola trabalhavam, passando a adotar seus princípios, e adquirindo sólida reputação como paisagista de cenas do litoral leste, apreciado pela grande habilidade técnica e acurado detalhismo. Viajou muitos anos pela Europa, pintando seus cenários, que também foram recebidos com entusiasmo pelos colecionadores norte-americanos.
Thomas Worthington Whittredge, depois de abandonar a carreira de comerciante, dedicou-se inicialmente ao retrato, já que lhe parecia um campo mais promissor. Insatisfeito, sentindo um apelo da natureza selvagem, e apoiado por amigos, partiu para Europa para se aperfeiçoar em Dusseldorf. Aprendeu a técnica, mas não imitou o estilo ali corrente, desenvolvendo um tratamento simples e natural. Permaneceu na Europa cerca de dez anos, viajando e contatando artistas celebrados. Voltando aos Estados Unidos em 1859, fez amizade com os principais membros da Escola do Rio Hudson, viajando com eles pelo interior. Abordou uma temática variada, que ia desde os recônditos dos bosques a paisagens de campo, montanhas e praias. Também fez pinturas sobre os povos indígenas e algumas cenas de gênero. Pintor muito prestigiado, foi presidente da Academia Nacional de Desenho.

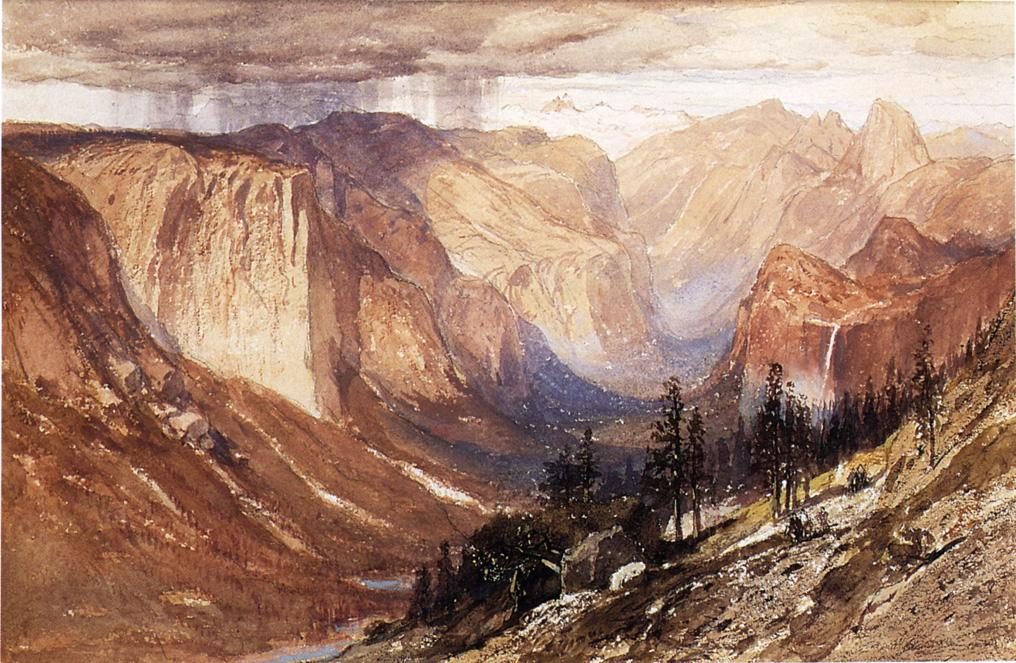
Samuel Colman: Vale do Yosemite, 1888
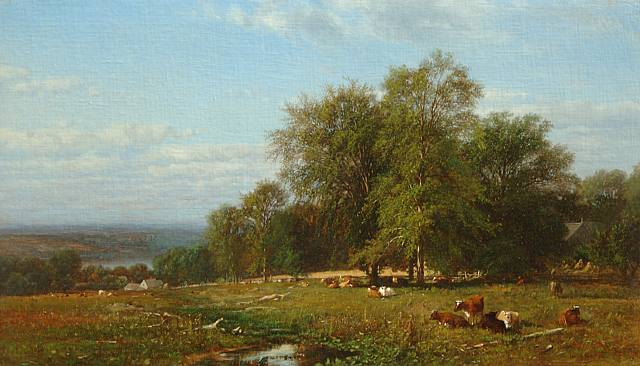
James Hart: Harriman, vista sobre o rio Hudson
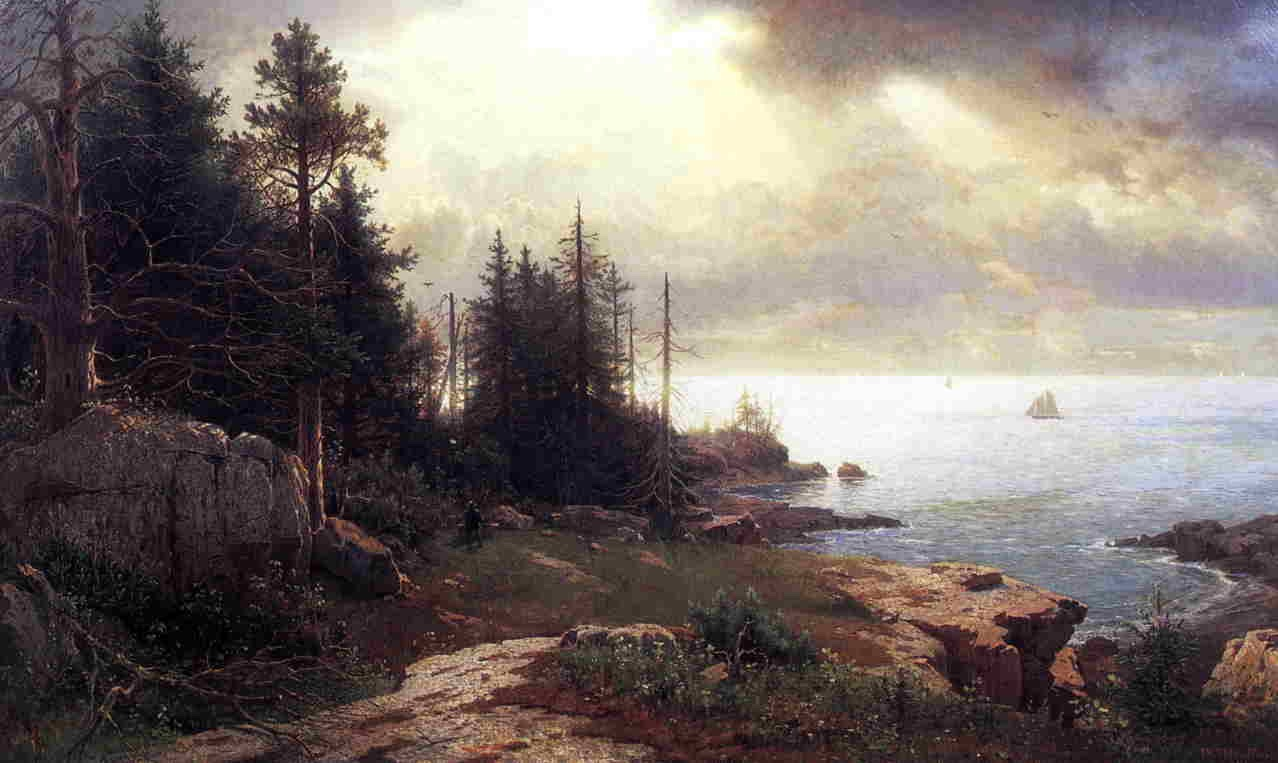
William Haseltine: Vista do Monte Deserto
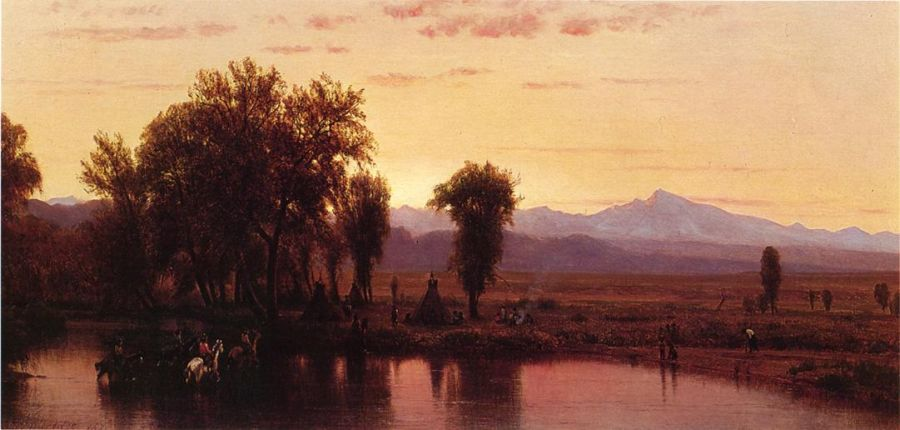
Worthington Whittredge: Índios cruzando o rio Platte, 1867

## Declínio e reabilitação
Em torno de 1870 o elevado conceito de que a escola desfrutara começou a desvanecer. Começou-se a atacar o paroquialismo dos pintores de Nova Iorque, que dominavam a cena até então, o gosto do público passava a se deslocar para temas menos patrióticos e mais cosmopolitas, e a arte europeia voltava a se tornar o centro das atenções. O estilo da Escola de Barbizon e dos impressionistas franceses ganhava precedência entre os colecionadores, que preferiam cenas mais sugestivas do que detalhadas e realistas, e pareciam mais modernas e seculares do que o idealismo romântico e transcendental da Escola do Rio Hudson, que lhes soava já fora de moda. A crítica também denegria o que começou a ser visto como uma estereotipação do paisagismo, que parecia mostrar sempre essencialmente a mesma cena, ano após ano, numa fórmula que se desgastara e perdera seu apelo e vigor tanto na forma como no conteúdo. O crescimento dos centros urbanos em todo o país tornara aquelas paisagens mostradas em telas excessivamente familiares e próximas, algumas já estavam a pouca distância dos subúrbios, o senso de natureza virgem e remota se perdera e era preciso novidades para abastecer o mercado. Na década de 1880 os derradeiros representantes da Escola, depois de terem experimentado a glória e conhecido a riqueza, viram no fim da vida seu trabalho não apenas ferozmente criticado, mas coberto de ridículo, enquanto outros transitavam para outras correntes estéticas. Quando Church e Bierstadt morreram, em 1900 e 1902, pouca atenção receberam dos jornais; a Escola do Rio Hudson estava esquecida.

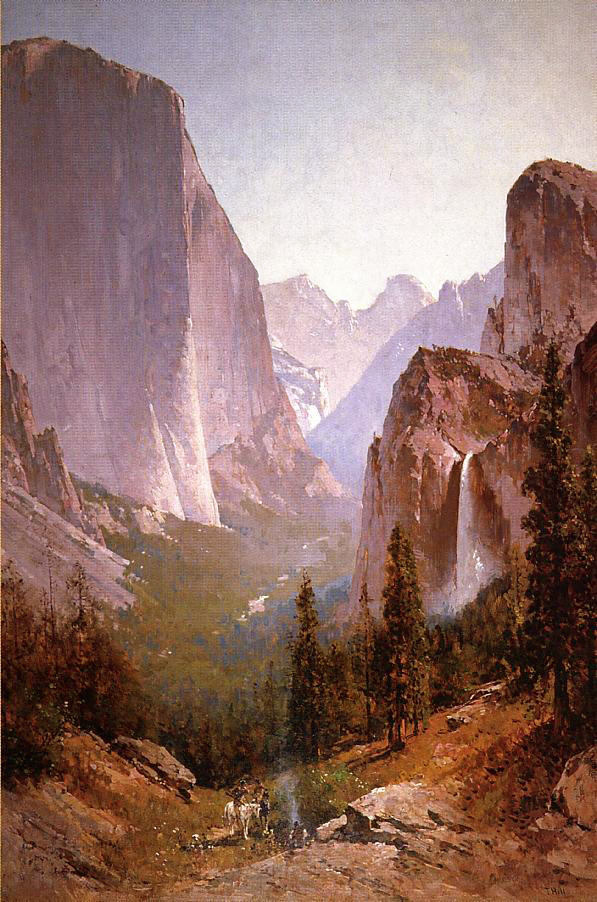
Thomas Hill: Yosemite

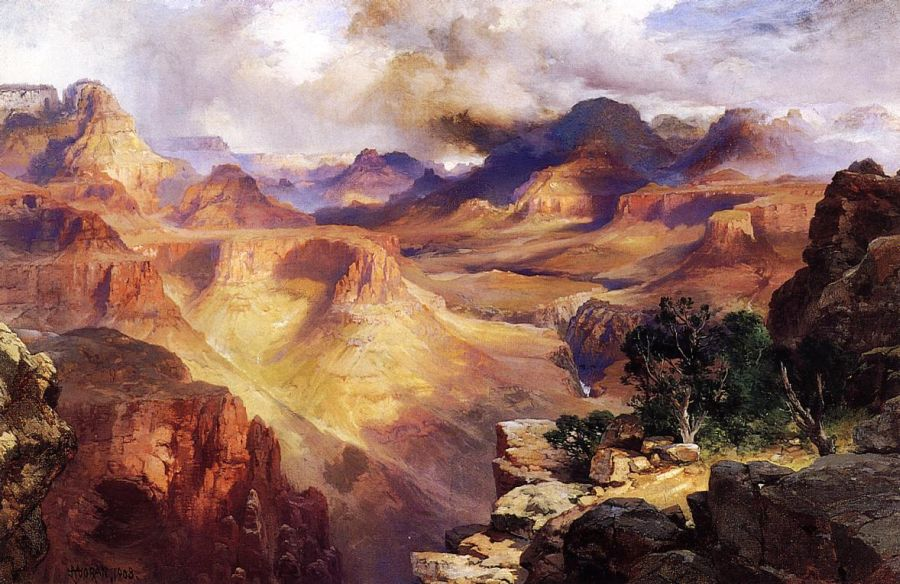
Thomas Moran: Grand Canyon, 1908

A pintura da Escola do Rio Hudson permaneceu desprezada durante boa parte do século XX. Suas obras foram retiradas de exibição nos museus e os colecionadores já não faziam questão de mantê-las em seus acervos privados. Em 1956 o prédio onde muitos mantiveram seus ateliês foi demolido. Na década de 1960 os curadores e críticos começaram a se interessar novamente por aquela produção, num momento em que os problemas ecológicos começavam a se tornar graves. Em 1976, acompanhando as comemorações do bicentenário da independência, a história e a herança artística do país voltaram à cena com força, e se organizaram várias exposições com suas pinturas. Hoje seus integrantes mais destacados são colocados entre os maiores artistas dos Estados Unidos, e alguns dos antigos estúdios, como os de Cole e Church nas Montanhas Catskill, são hoje patrimônio nacional. Em 2009 uma obra de Thomas Moran foi escolhida para adornar o Salão Oval da Casa Branca.

## Legado
O estilo da Escola do Rio Hudson pode ser descrito em linhas gerais como uma espécie de "Romantismo realista". Enquanto que o Romantismo tipicamente busca a expressividade, o drama e o calor da emoção pessoal, o fantástico e o sobrenatural, o Realismo procura o equilíbrio da objetividade e a clareza racional, que podem facilmente se tornar frios e impessoais. O trabalho principal da Escola do Rio Hudson foi achar uma acomodação entre esses dois extremos, aproveitando a força de cada um e evitando suas fraquezas. O resultado foi a formulação de uma linguagem que mostrava uma realidade enaltecida, enfatizada, ao mesmo tempo universal e acessível ao indivíduo, descrita e imaginada, extraindo o atemporal dos limites do circunstancial. Atribuíram à paisagem um sentido superior do que a pura visualidade podia oferecer por si mesma, afirmando o poder do espírito e encorajando o homem em direção a uma atitude positiva diante da vida.
A Escola do Rio Hudson foi o movimento artístico que mais repercutiu sobre o público dos Estados Unidos no século XIX, e a originalidade de sua concepção panorâmica do paisagismo não teve rival na Europa. O grande conjunto de obras que produziu se tornou emblemático da identidade norte-americana e de uma relação positiva e harmoniosa com a natureza, e depois de um declínio em prestígio durante o Modernismo, recuperou recentemente aquela posição destacada de outrora. O imaginário criado pela Escola foi apontando como um dos precursores da estética do cinema cristão do século XX, tem se tornado um modelo de representação da paisagem imitado por uma quantidade de outros pintores e fotógrafos modernos, é reproduzido incontáveis vezes em livros, cartões-postais e outras publicações, e hoje é parte integral do chamado "sonho americano". Clark, Halloran & Woodford dizem que 
"O estilo paisagístico da Escola do Rio Hudson nos rodeia - nos anúncios publicitários para tudo, desde atividade ambientalista até as cafeterias expressas, nos álbuns de foto e slide shows que criamos para lembrar das nossas férias. Ela parece ter canonizado, no discurso visual do desenvolvimento da cultura nacional, uma retórica estética que possibilita aos cidadãos articularem o interior selvagem indeterminado que estão manejando para habitar em termos consistentes com suas aspirações".
Mas a iconografia da Escola do Rio Hudson não está imune a críticas. Sua enorme popularidade atual também tem sido vista como um fator de exclusão de outras formulações e de padronização estética. Mas ainda mais grave é a acusação que se faz contra o seu programa ideológico, a partir da rara presença humana na paisagem e do aspecto intocado do ambiente, interpretados como se os pintores quisessem ignorar o fato de que em sua época o processo de ocupação do território já estava cobrando um preço elevado em termos de destruição do ambiente natural e de massacre dos povos indígenas. O simples ato de se retratar uma paisagem simboliza sua apropriação pelo ser humano, e é conhecido que o sucesso do paisagismo da Escola do Rio Hudson entre o público e a crítica agiu como fator de estímulo para a penetração para o interior. Mas praticando uma estética idealista que não denunciava os efeitos deletérios do homem sobre o ambiente, separava o homem da natureza e sustentava uma ética ambígua de conquista e exploração que sujeitava a natureza ao controle e posse do homem branco, sendo que incluídos nesse conceito de "natureza" estavam os povos nativos, numa postura que ainda hoje sobrevive em certos círculos e que exerce uma influência negativa para a perfeita integração da multirracial sociedade norte-americana e incentiva atos políticos questionáveis ligados à problemática ecológica.

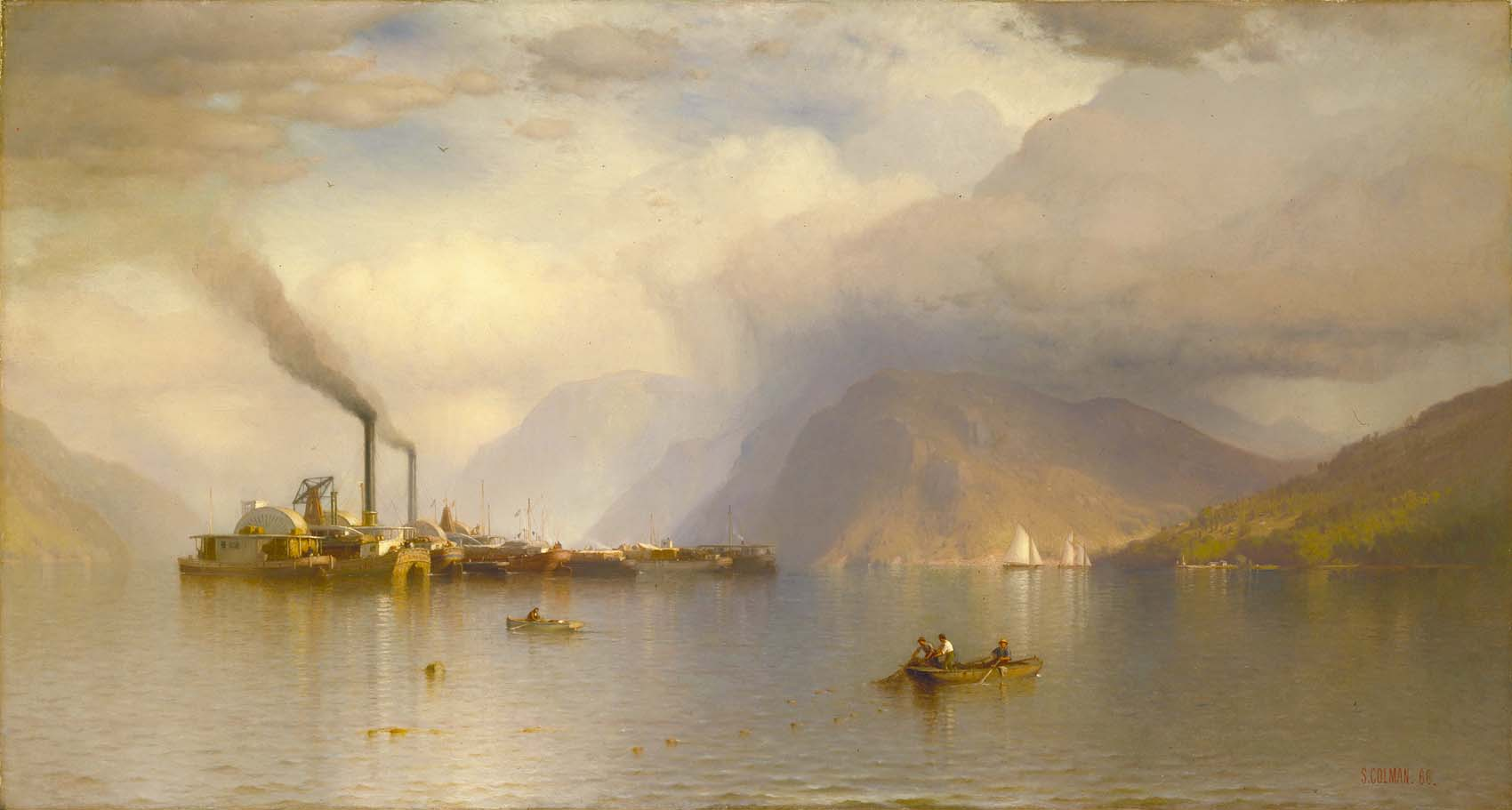
Samuel Colman: O monte Rei da Tempestade, rio Hudson, 1866

Albert Bierstadt: Os últimos búfalos

Entretanto, essa mesma ausência humana nas pinturas foi o que os fez deixar documentos visuais de alta qualidade de regiões de grande beleza em seu prístino estado, que hoje se tornaram quase irreconhecíveis, especialmente às margens do próprio rio Hudson, desmatadas, poluídas e povoadas de indústrias. Os escritores do século XIX não eram insensíveis aos desafios que envolviam a colonização, e Cole, que possuía adicionalmente um grande talento literário, em seus escritos expressava amargamente seu reconhecimento desses problemas e de sua impotência para mudar o estado das coisas, e via o andar da história como trágico. Além disso, pelo menos Church, Colman e Cropsey deixaram pinturas onde o impacto negativo da industrialização e da poluição sobre a paisagem natural ficava explícito. Esses exemplares, porém, são reduzida minoria no grande corpo de obras desses pintores e por extensão da Escola do Rio Hudson como movimento, o que sugere que embora seus olhos não estivessem fechados para os efeitos do progresso, a sua opção pelo retrato da beleza original do mundo selvagem era sim voluntária, mas não irrefletida . David Wood nos faz lembrar, finalmente, que eles eram um espelho do seu tempo, que é demais esperar que sua percepção do mundo fosse a mesma que a que temos hoje, e que defender apenas um viés de análise para suas obras é inadequado. Assim, diz que o máximo que artista e público, antigo ou moderno, podem fazer é interpretar uma dada realidade, seja ela a natureza ou a pintura e seus programas ideológicos, e recomenda que toda apreciação seja ativa e crítica e não passiva, sabendo que a arte é um instrumento dinâmico e apesar de resultar de uma necessidade social não é uma resposta acabada e definitiva para nada, e que só se define como "grande" quando consegue manter aberta uma ampla gama de possibilidades interpretativas.
Modernamente o paisagismo da Escola do Rio Hudson é em geral lido de forma positiva. Pesquisas recentes dizem que o que os norte-americanos preferem em arte corresponde em linhas gerais à descrição do estilo dessa Escola, e o curador da Ala Americana do Metropolitan Museum of Art, John Howat, onde são exibidos exemplares importantes da Escola, considera que a mensagem principal dessas pinturas é que a natureza deve ser preservada. De fato, foram historicamente uma das forças para o surgimento ali do movimento ecológico. Isso se confirmou já no século XIX. As pinturas do vale do Yosemite produzidas por Church, Bierstadt e outros motivaram o governo dos Estados Unidos em 1864 a decretar 100 acres do estado da Califórnia como reserva natural, a fim de serem preservados por sua beleza cênica, e no mesmo espírito, com o subsídio visual das obras de Moran, os congressistas foram convencidos a criar em 1872 o Parque Nacional de Yellowstone. Por fim, a tela Os últimos búfalos, de Bierstadt, quando inscrita para um salão de 1888, embora rejeitada por razões técnicas e estéticas, desencadeou um debate público sobre o destino da fauna americana que levou o governo a iniciar um recenseamento da população desses animais com vistas ao manejo e conservação da espécie.